# 唐松岳

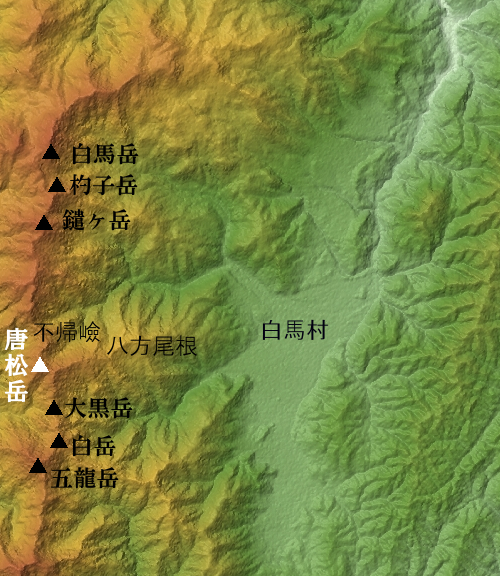
後立山連峰と白馬村周辺の地形

唐松岳（からまつだけ）は、飛騨山脈（北アルプス）の後立山連峰にある長野県北安曇郡白馬村と富山県黒部市にまたがる標高2,695.9 mの山。別名が上犬ヶ嶽。剱岳・立山・鹿島槍ヶ岳と並び、日本では数少ない氷河の現存する山である。

## 概要
日本で93番目に高い山で、日本山岳会による日本三百名山、岩崎元郎による新日本百名山、清水栄一による信州百名山に選定されている。唐松岳北側の峻険な岩峰（「不帰嶮」）は、後立山連峰を縦走するうえでの難所として知られる。
山域の大部分は中部山岳国立公園内にある。1964年（昭和39年）8月20日に「八方尾根高山植物帯」が、長野県による天然記念物の指定を受けている。1999年（平成11年）12月24日に八方尾根にある「鎌池湿原」が、白馬村による天然記念物の指定を受けている。

## 山名の由来
昔から山名が不明瞭で、歴史的には「錫杖岳」「上丈ヶ岳」「平川岳」などの名称がみられるものの、これらが間違いなく唐松岳のことを指しているのか否かもはっきりしない。信濃国側の絵図や文献では、この山名は確認されておらず、「唐松岳」という山名の由来も不詳である。
巨人のダイダラボッチが夜歩き回って仕事をしていたが、仕事半ばで夜が明け、朝日が差してきたので、唐松の木を引き抜いて空高く投げたらこの山になってこの名が付いたとする昔話がある。八方尾根の「八方」は、見晴らしが良いこと や唐松岳から四方八方に尾根が延びていることに由来する説がある。

## 地理
北アルプス（飛騨山脈）の北部、佐々成政のさらさら越え逸話の残る後立山連峰と、八方尾根から欅平に至る黒部川ルートの十字路にあたる場所にあり、夕日になると剱岳・立山連山の美しい景色が楽しめる。北には鑓ヶ岳・杓子岳・白馬岳の白馬三山、南には白岳・五竜岳などが連なる。これらの山々を白馬連峰ともいう。
東へは八方尾根（はっぽうおね）が伸びる。富山県側の西麓は黒部峡谷の奥地になっており、祖母谷温泉を経て南西には立山連峰の剱岳が位置している。
主稜線上の南南東1.4kmには大黒岳（だいこくだけ、標高2,393 m）がある。山頂から南西に尾根が延び、西側の餓鬼山、奥鐘山、黒部川右岸へと続く。
不帰嶮
北側の主稜線は東西の両側で侵食により険しいやせ尾根となっていて、不帰嶮（不帰ノ嶮、かえらずのけん、不帰岳、かえらずだけ、標高2,614 m、山頂から北0.6 km）と呼ばれている。ここは1933年（昭和8年）以来、ロッククライミングで知られる。
不帰嶮の岩峰群は北からⅠ峰、Ⅱ峰、Ⅲ峰からなる。Ⅱ峰は北峰と南峰の双耳峰で、北峰の北稜は特に険しい。Ⅲ峰はA・B・Cの小ピークからなる。天狗ノ頭と不帰嶮との鞍部は不帰キレットと呼ばれていて、白馬岳と唐松岳との間で最も標高が低い地点である。
八方尾根
唐松岳の山頂から東南東に主稜線が延び、約0.5 km先に小ピーク（通称ジャンクションピーク、2,650 m）があり、南の主稜線と八方尾根とのジャンクションをなしている。八方尾根上には、八方池（標高約2,060 m、山頂から東北東2.8 km） と八方山（はっぽうやま、標高2,005 m、山頂から東北東3.3 km）がある。八方アルペンラインの黒菱平駅周辺には、鎌池と鎌池湿原がある。
唐松沢氷河

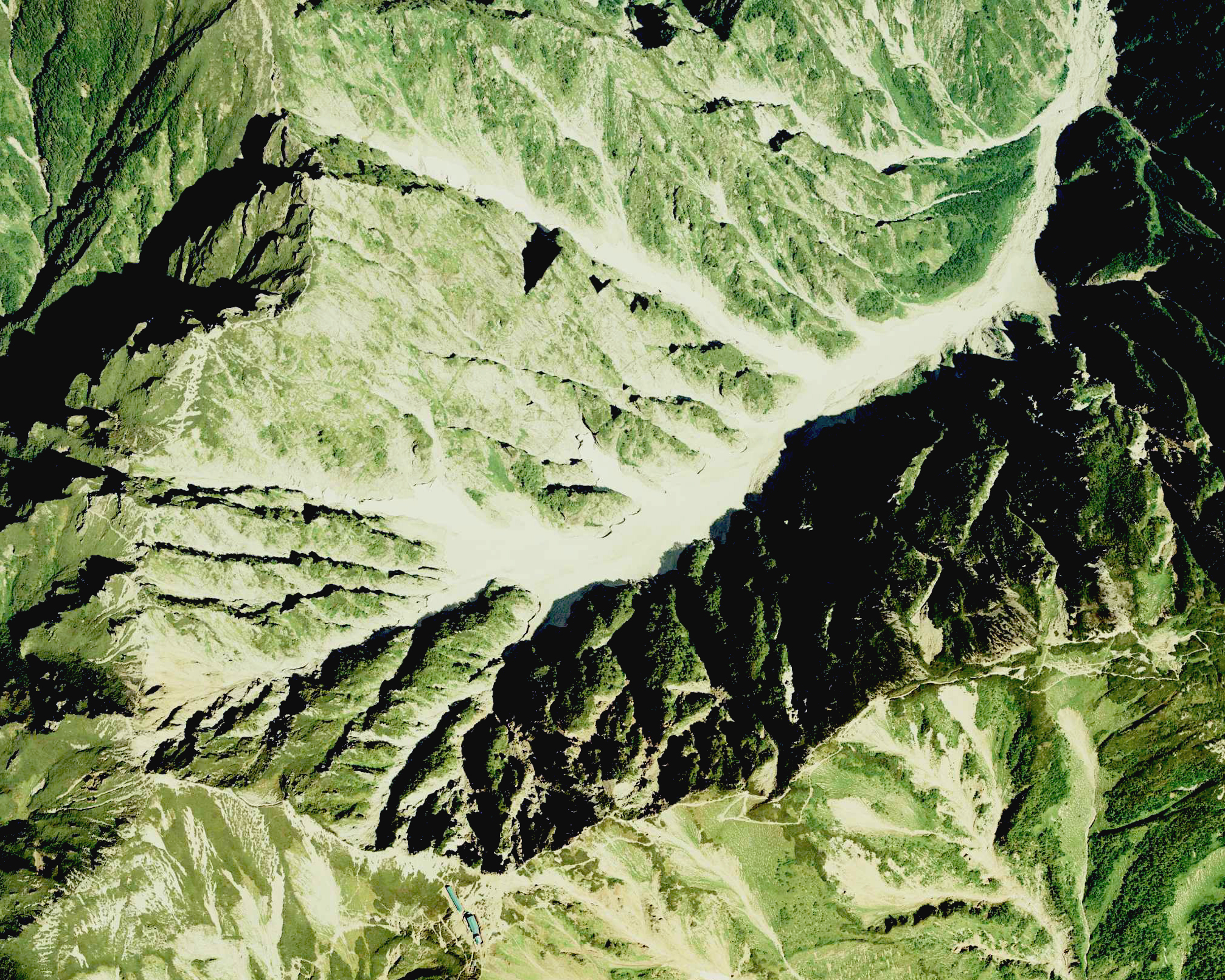
唐松沢氷河の空中写真。1977年9月17日撮影。。

2019年に唐松沢雪渓が氷河であることが確認された。日本国内で確認された氷河としては7カ所目であり、唐松岳は剱岳、立山、鹿島槍ヶ岳と並んで氷河が存在する4つ目の山となった。

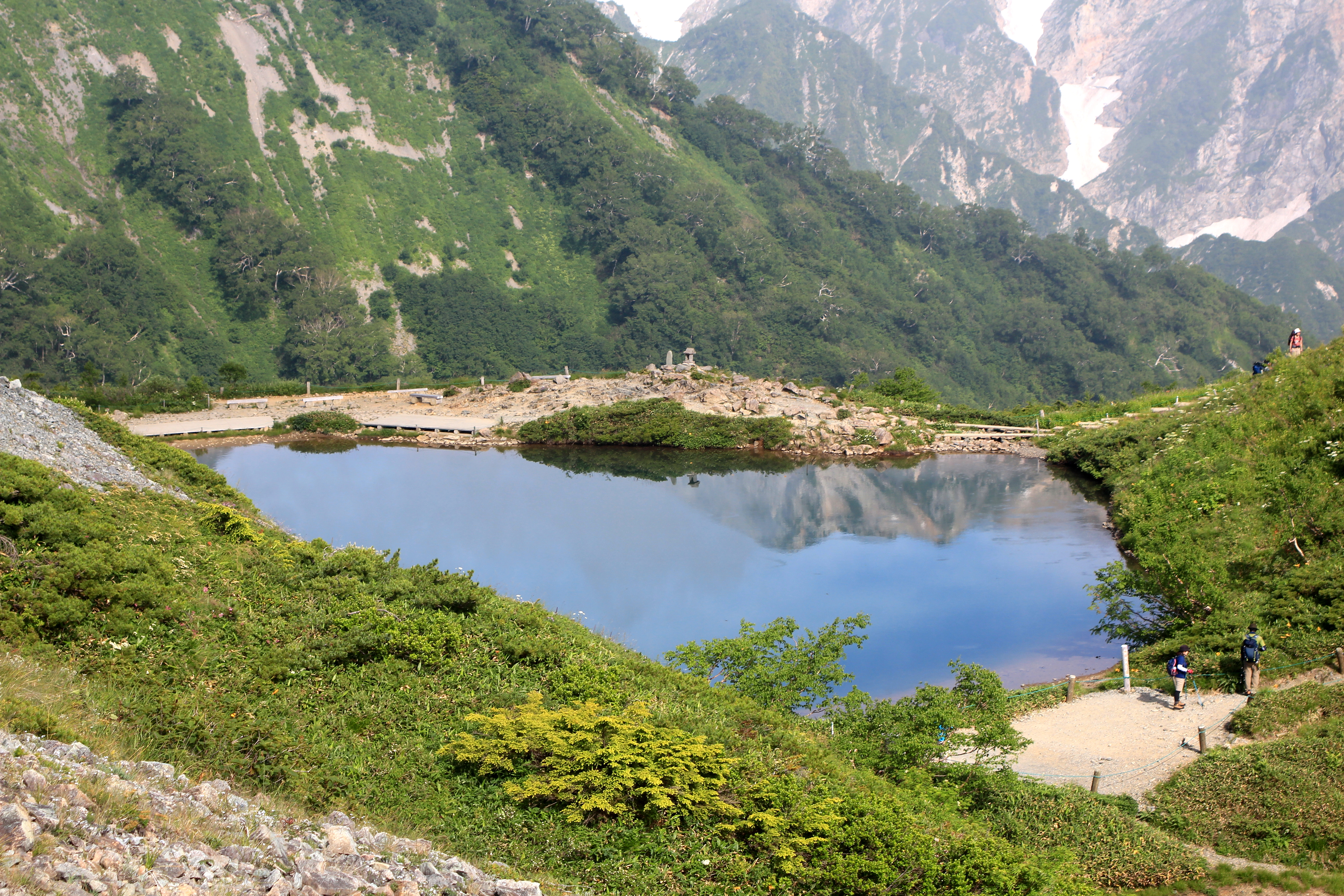
山頂部から東側に延びる八方尾根にある八方池（標高約2,060 m）
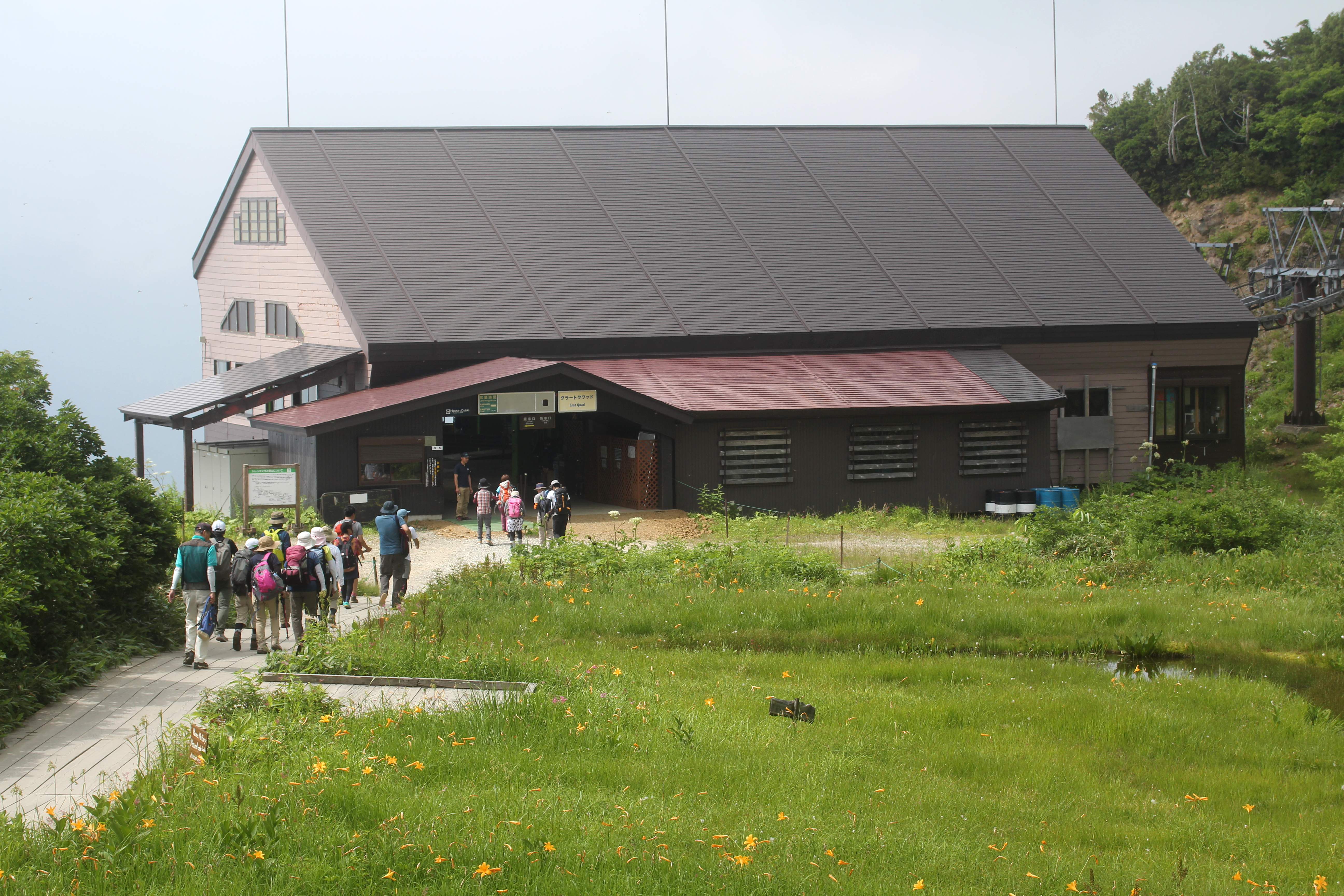
黒菱平にある鎌池湿原
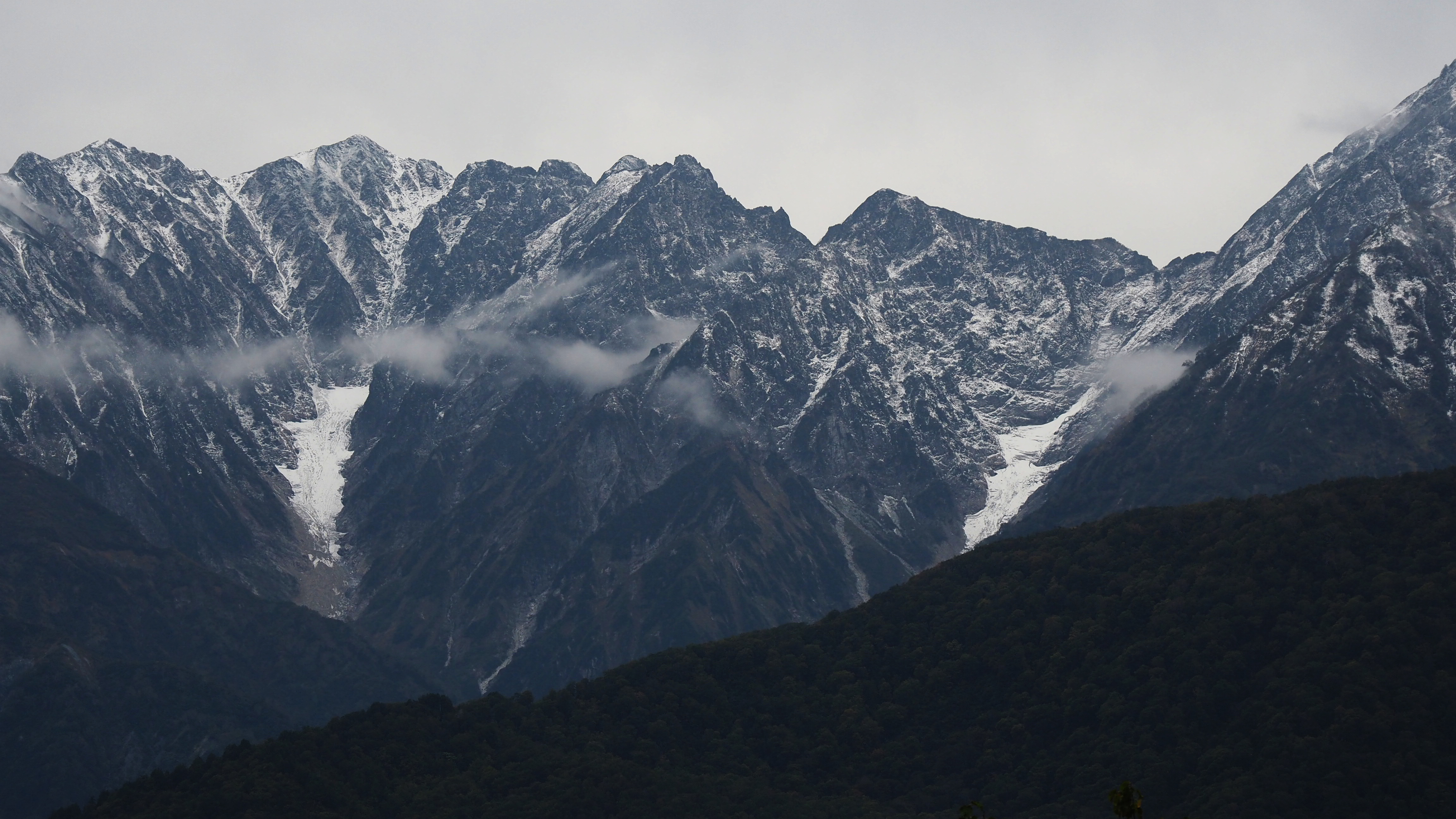
左から、唐松岳と唐松沢氷河、不帰嶮(III, II, I)、右側の雪渓は不帰沢

### 地質
地質は、石英斑岩、流紋岩で、その中に輝緑玢岩や安山岩質の岩脈が貫入して頂稜部を形成している。八方尾根は標高1,680 - 2,100 mまでの大部分が蛇紋岩（超塩基性岩）からなり、それより上部は砂岩や泥岩などの堆積岩や花崗岩が見られる。第3ケルン（八方池）より下方は風化しやすい蛇紋岩で形成されている。鎌池と第2ケルンでは風化した蛇紋岩が粘土層となり、池塘がある湿原が形成されている。

### 周辺の山
周辺の主な山を以下に示す。
| 山容                                                                                          | 山名   | 標高 (m) | 三角点等級 基準点名         | 唐松岳からの 方角と距離(km) | 備考               |
| --------------------------------------------------------------------------------------------- | ------ | -------- | --------------------------- | --------------------------- | ------------------ |
| 唐松岳の八方尾根の上部から望む白馬三山、左から白馬鑓ヶ岳、杓子岳、白馬岳（2018年7月21日撮影） | 鑓ヶ岳 | 2,903.2  | 三等 「鎗ヶ岳」             | 北 4.9                      | 白馬三山の1峰      |
| 唐松岳頂上山荘方面から望む唐松岳（2018年7月21日撮影）                                         | 唐松岳 | 2,695.9  | 二等 唐松谷                 | 0                           | 日本三百名山       |
| 五竜岳から望む五竜山荘（1994年9月4日撮影）                                                    | 白岳   | 2,541    |                             | 南南東 2.6                  | 南西の肩に五竜山荘 |
| 唐松岳の山頂から望む南側の五竜岳（1996年5月3日撮影）                                          | 五竜岳 | 2,814    |                             | 南 3.2                      | 日本百名山         |
| 唐松岳の山頂から望む立山連峰の剱岳（2018年7月21日撮影）                                       | 剱岳   | 2,999    | 2,997.10 m （三等「剱岳」） | 西南西 14.2                 | 日本百名山         |

### 源流の河川
以下の河川の源流となる山で日本海側へ流れる。北東斜面の唐松沢では雪渓が見られる。
- 猿猴沢（えんこざわ） 、餓鬼谷 - 黒部川の支流、小屋平ダムの東南東9.4 kmに位置し、富山湾へ流れる[1]。
- 唐松沢（南股入の支流）、大黒沢（平川の支流） - 松川の支流（姫川水系）[1] 八方尾根では昭和43年に大楢川の名木山・細野砂防堰堤と下流の護岸工が着手され、砂防事業が開始された[27]。昭和46年に清水沢、昭和49年にかじか沢でも砂防事業が着手され、継続的に整備が行われている[27]。平成7年梅雨前線豪雨では整備された砂防ダム等で土砂流出が最小限に抑えられた[27]。上部の雪渓は唐松沢氷河となっている。

### 唐松岳の風景
南側の主稜線の大黒岳方面からはピラミッド型の大きな山容を望むことができる。

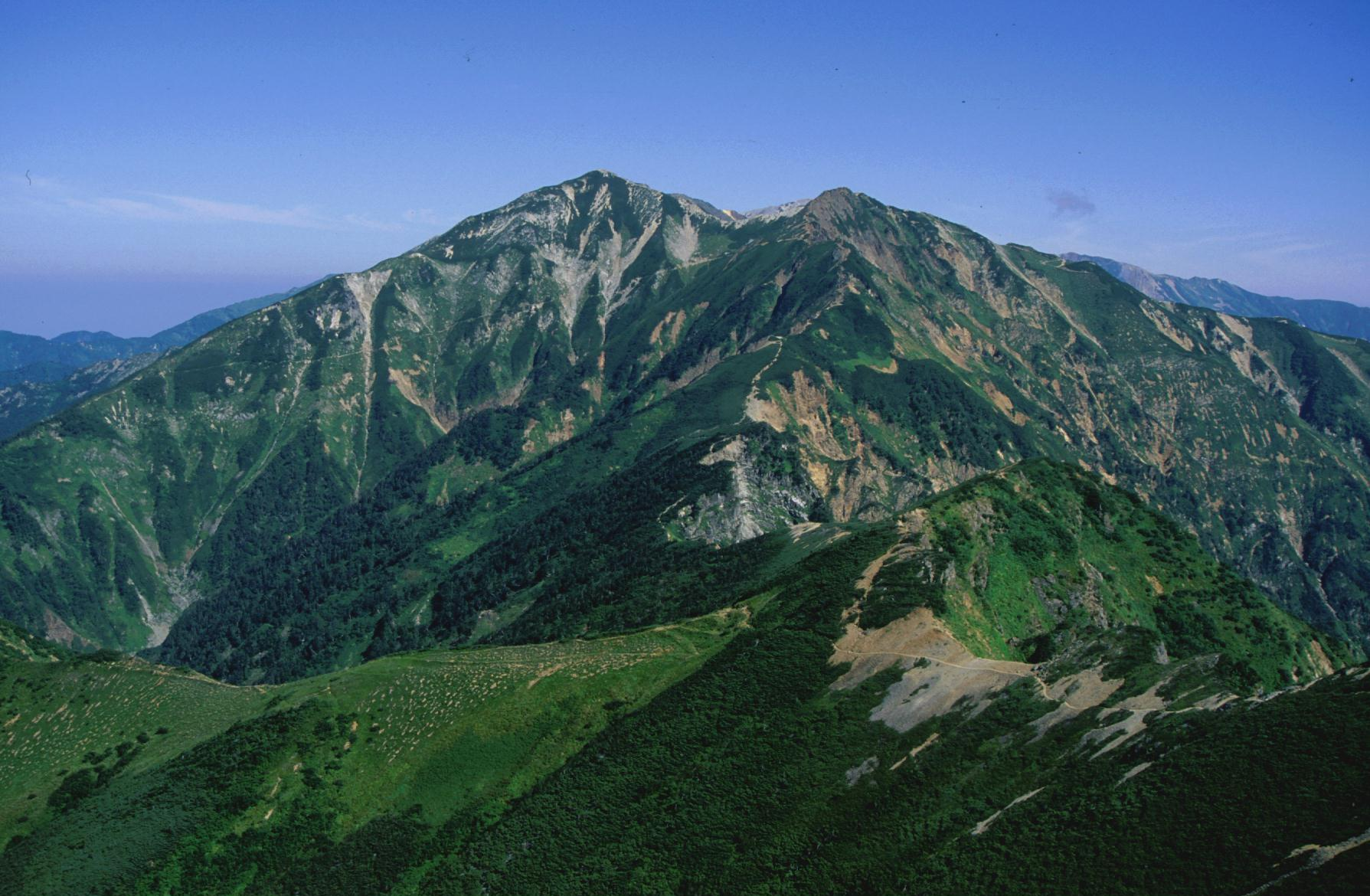
南側の主稜線から望む唐松岳
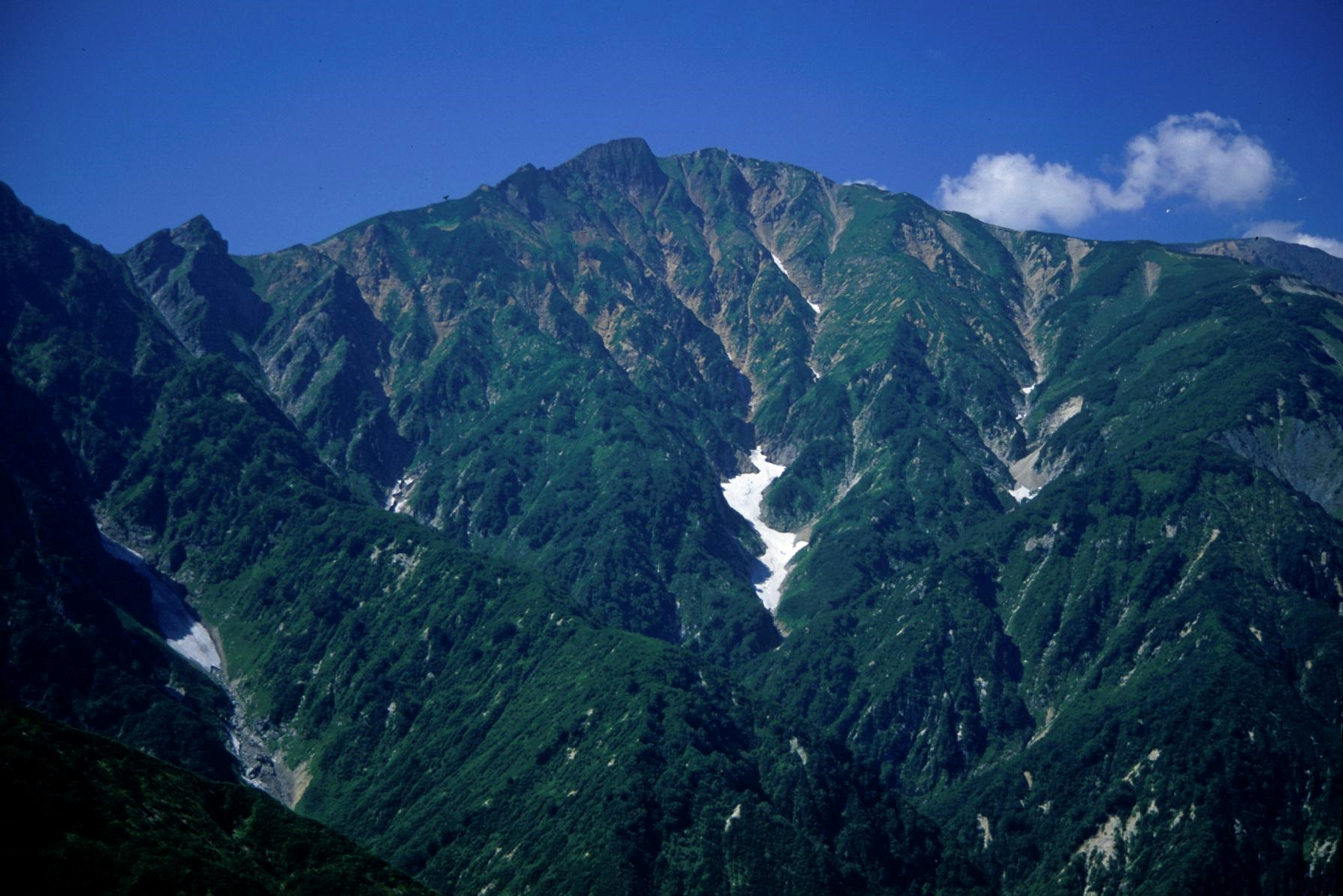
南東側の五竜岳の遠見尾根から望む唐松岳
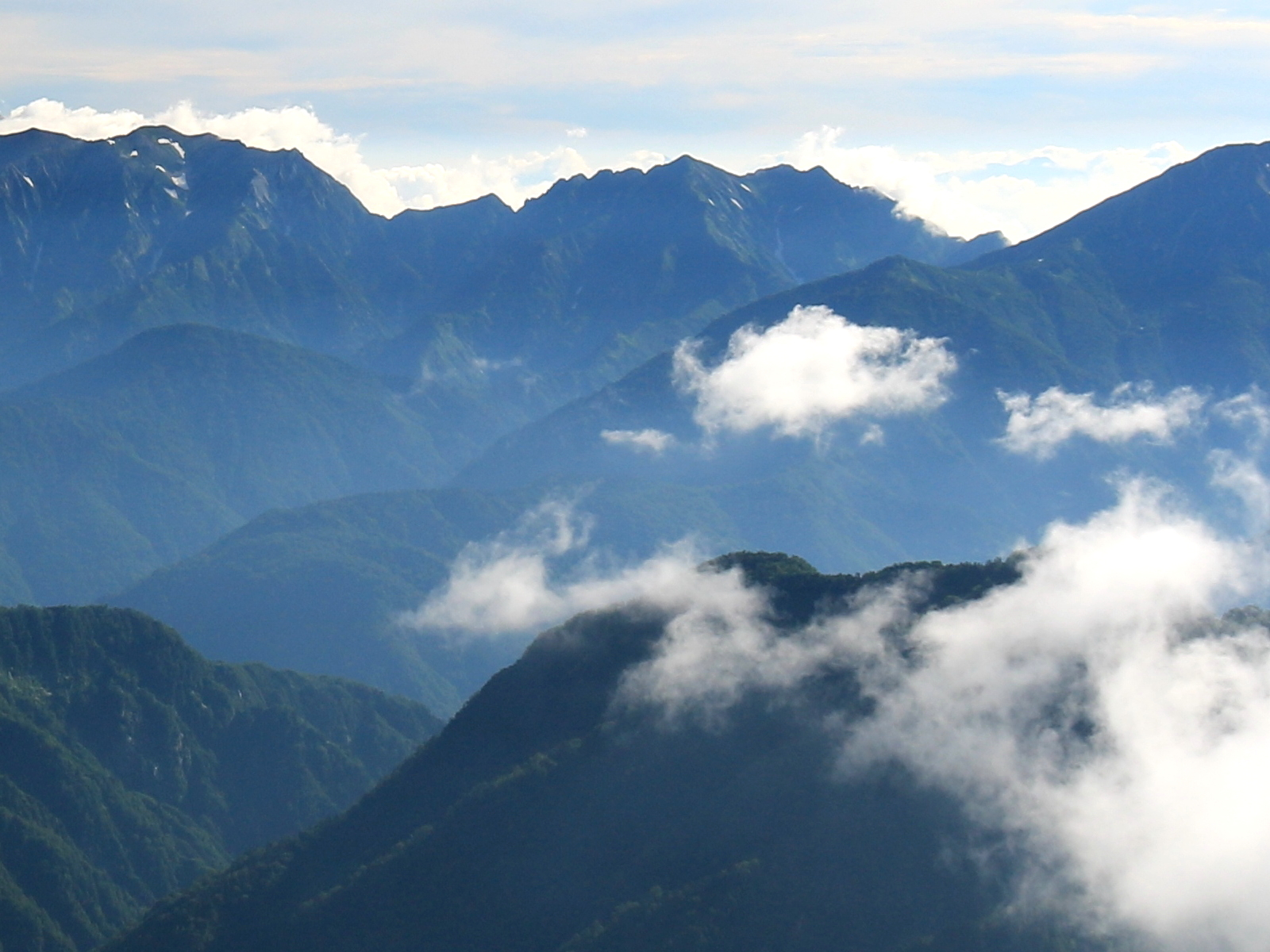
西側の立山連峰の真砂岳から望む唐松岳の周辺
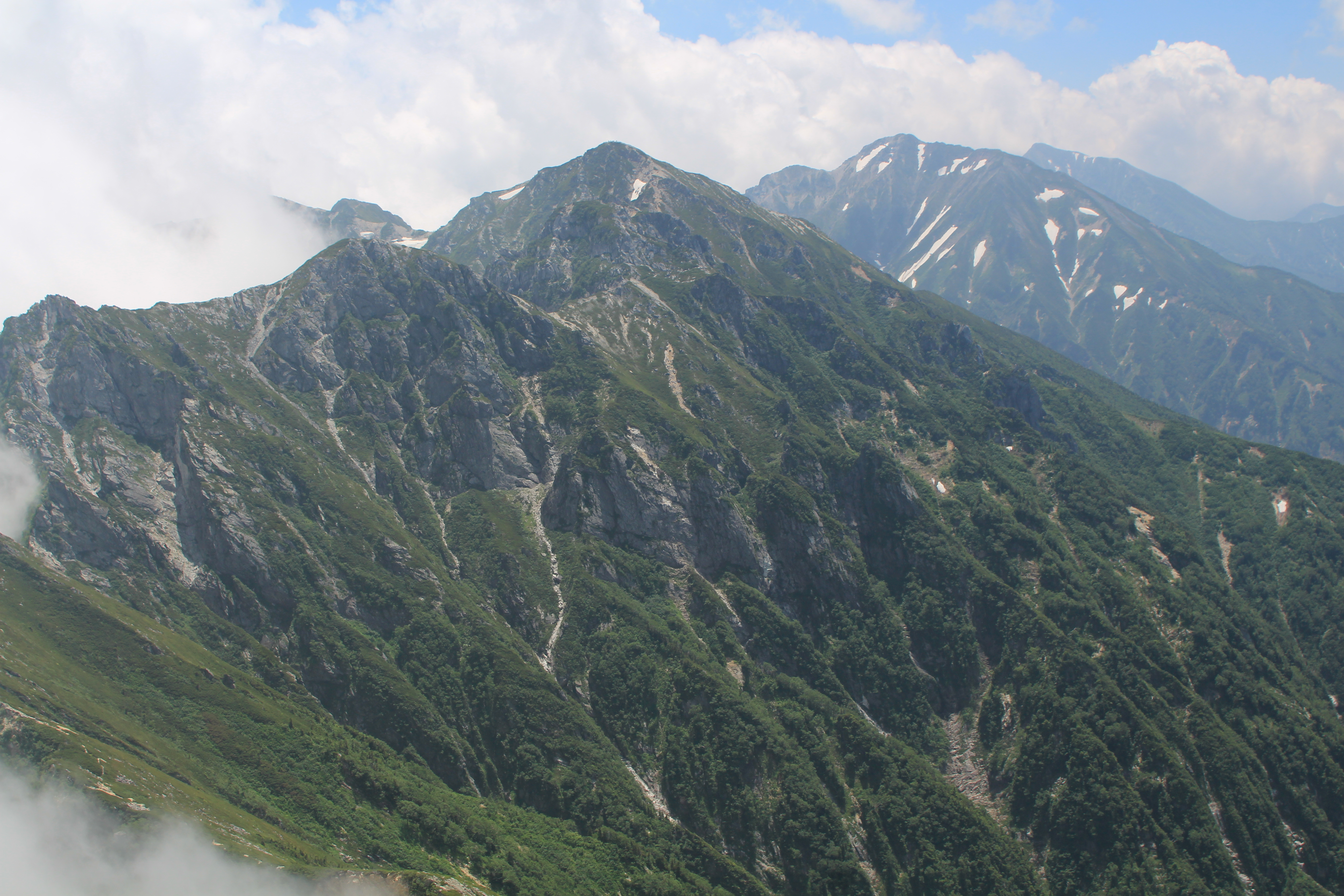
北側の天狗ノ頭方面から望む唐松岳

### 唐松岳からの眺望
山頂や唐松岳頂上山荘からは剱岳を望める。八方尾根から鹿島槍ヶ岳と五竜岳が望める。村営八方池山荘からは、白馬岳三山、不帰嶮、唐松岳、五竜岳、鹿島槍ヶ岳、妙高山や戸隠山などの頸城山塊が望める。澄んだ空気の日には八方尾根の第1ケルンから富士山が望める。 ウィキメディア・コモンズには、唐松岳から眺望に関するカテゴリがあります。

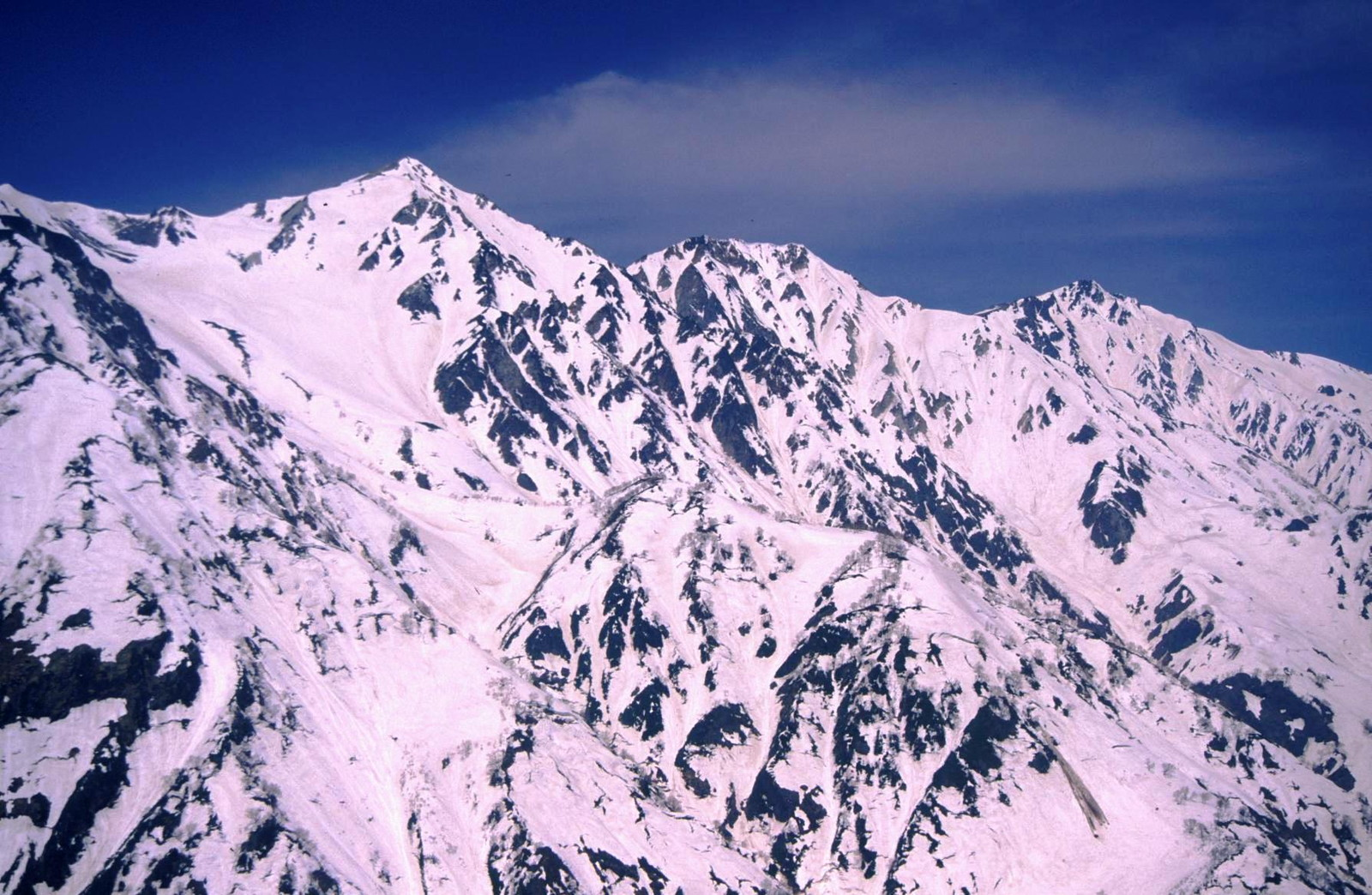
八方尾根から望む白馬三山 （1996年5月）
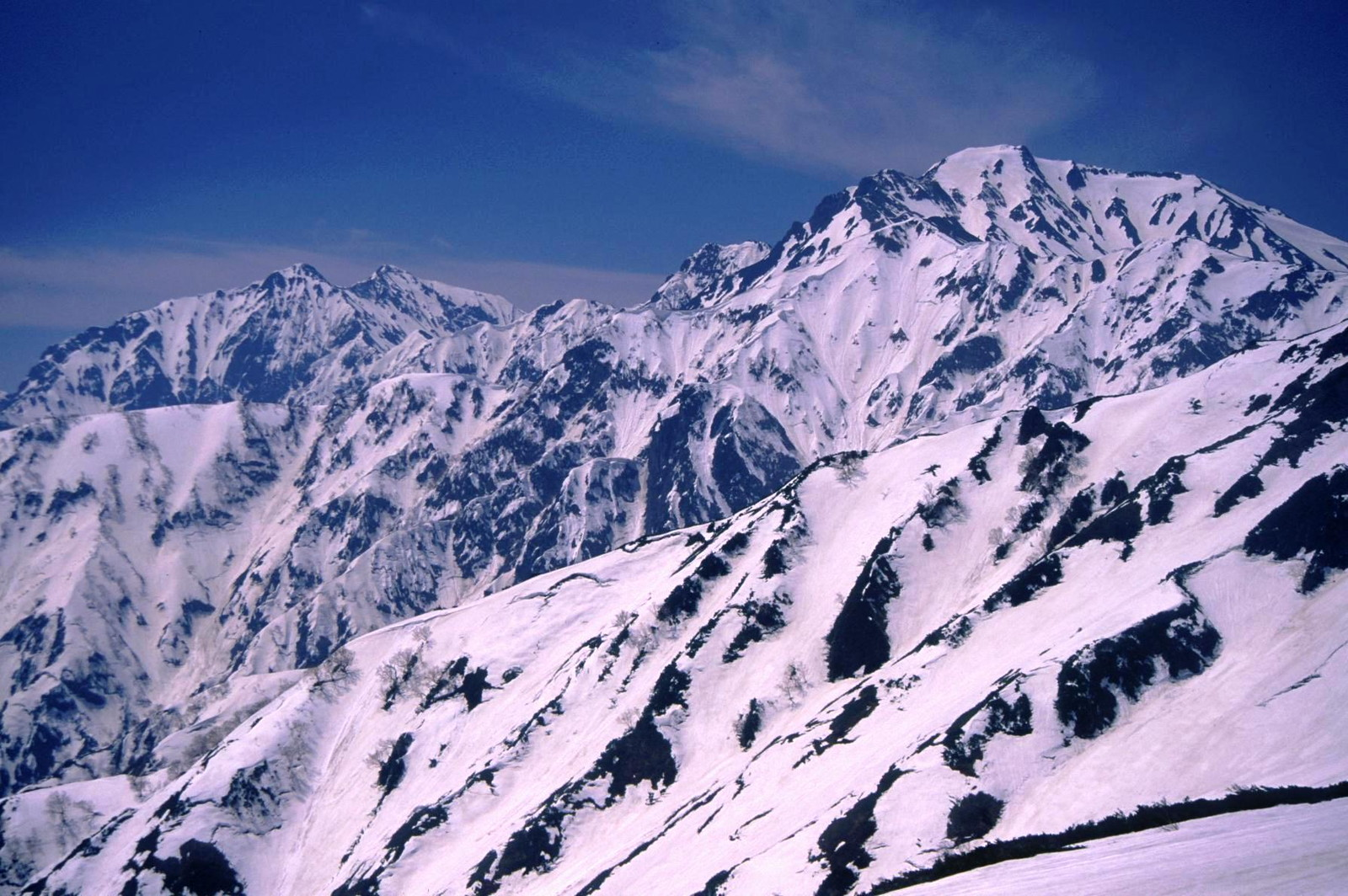
山頂から望む鹿島槍ヶ岳（左）と五竜岳（右） （1996年5月）
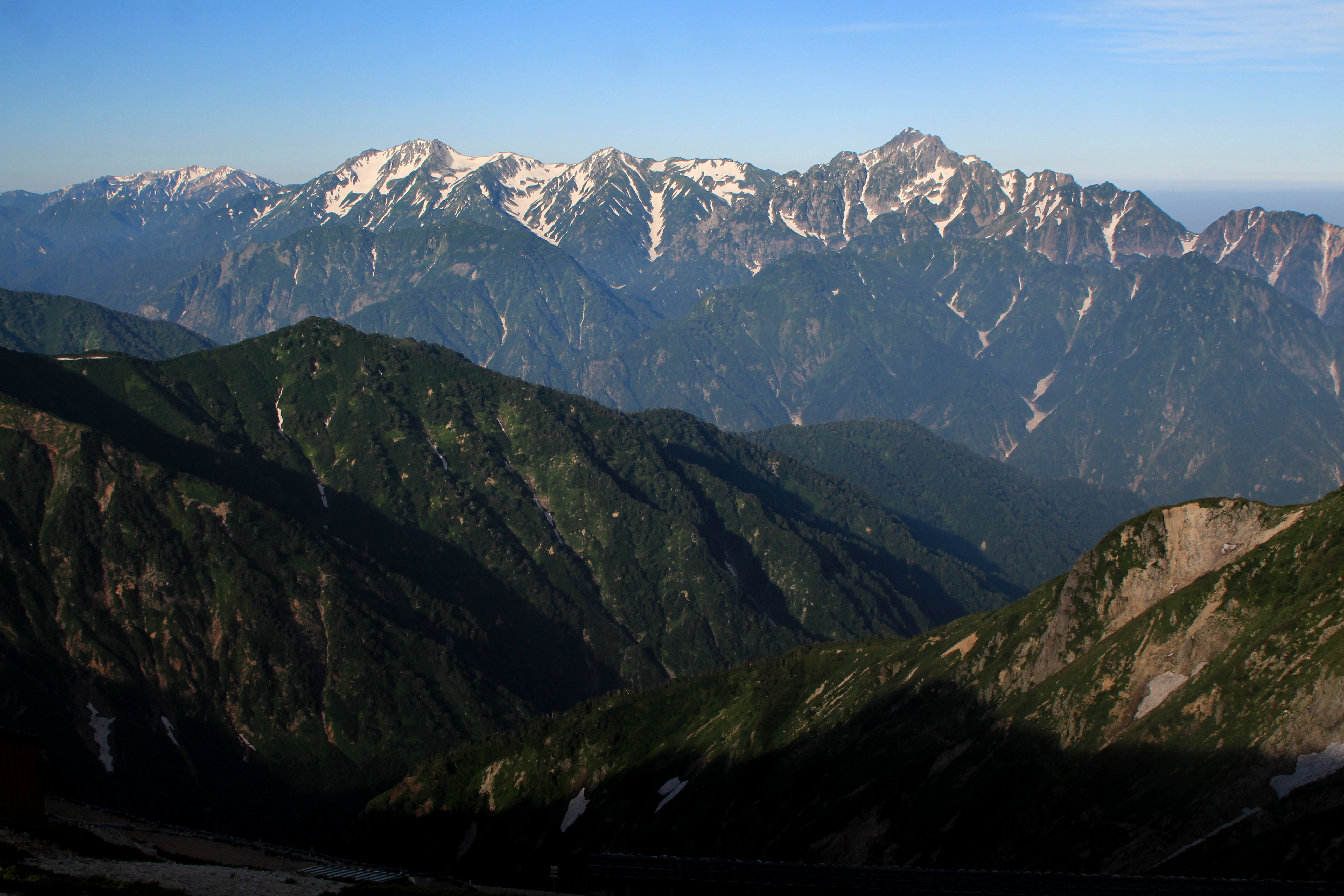
唐松岳頂上山荘から望む立山連峰 （2018年7月）
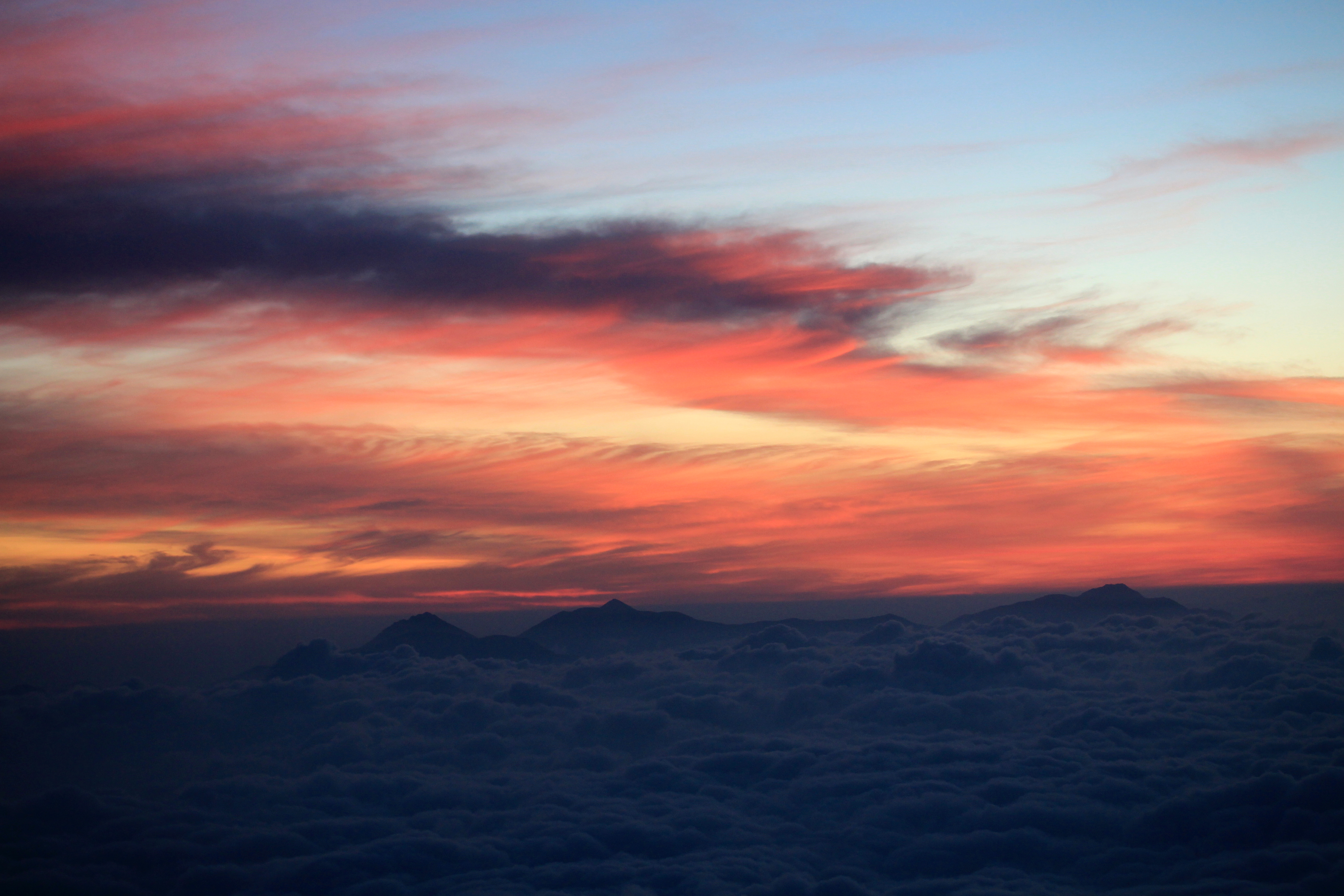
山頂から望む日の出前の朝焼けと雲海に浮かぶ頸城山塊 （2018年7月）

## 環境

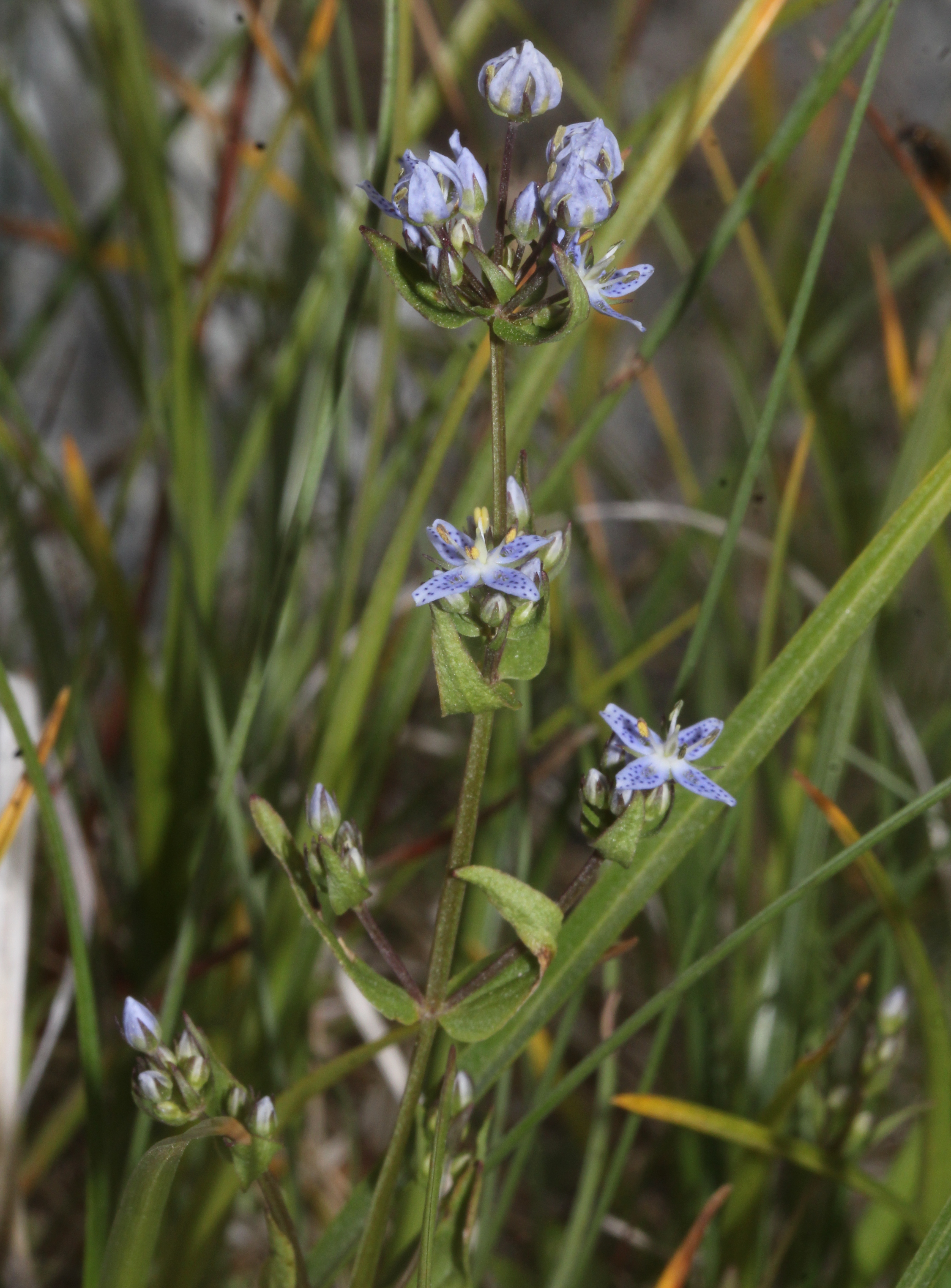
八方尾根の固有種のハッポウタカネセンブリ、高山帯の蛇紋岩地に生育する。

### 気候
日本海側にあり、山域は特別豪雪地帯の指定区域にある。八方池へのトレッキングコースでは7月中旬まで残雪がある。
1996年（平成8年）12月から、八方尾根南斜面（標高870-1,970 m、斜面長2.7 km）から映像解析観測で雪崩の観測が行われ、213の事例の中で、表層雪崩が132、全層雪崩が81あり、到達距離が2,500 mを超える規模の面発生乾雪表層雪崩も観測された。2013年（平成25年）度、長野県による山岳環境緊急総点検事業で中部山岳国立公園の北アルプス北部地区にある八方尾根の黒菱唐松岳線の登山道の調査が行われた。
1990年代前半に行われた大気中の浮遊粒子状物質(SPM)の調査では、清浄地域と考えられる唐松岳八方尾根（標高1,850 m地点）が地方都市である長野市（長野県衛生研究所大気局舎屋上、標高360 m）の半分以下であった。

### 植物相
山頂部の高山帯では、ハイマツやコマクサなどの高山植物が見られる。八方尾根の標高1,600 m付近の比較的平坦地ではミズバショウなどの湿性植物が見られ、その上部の稜線部ではダケカンバが見られ、斜面には低木や草木が覆っている。八方池山荘付近の研究路（標高1,850 m）や兎平より下部の（標高1,400 m付近）でも高山帯に生育するハイマツが生育していて、植生の垂直逆分布といわれている。
八方尾根の固有種としてハッポウアザミ（八方薊、学名：Cirsium happoense Kadota）、ハッポウウスユキソウ（八方薄雪草、学名：Leontopodium japonicum Miq. f. happoense Hid.Takah. ex T.Shimizu）、ハッポウタカネセンブリ（八方高嶺千振、学名：Swertia tetrapetala Pall. subsp. micrantha (Takeda) Kitam. var. happoensis Hid.Takah. ex T.Shimizu）、カライトソウとワレモコウとの雑種と考えられているハッポウワレモコウ（八方吾木香、学名：Sanguisorba x takahashihideoi Naruh.） が分布している。
ハッポウアザミは八方尾根の山地帯から亜高山帯にかけての蛇紋岩の礫まじりの草地に生育し、八方尾根の上部の非蛇紋岩地域には飛騨山脈をする代表する高山性アザミであるタテヤマアザミ（立山薊、学名：Cirsium otayae Kitam.） が分布していて、明瞭な棲み分けが見られる。ハッポウウスユキソウは八方尾根の高山帯の蛇紋岩崩落地の草地に生育する。ハッポウタカネセンブリは、八方尾根の高山帯の蛇紋岩地に生育する。
自然研究路沿いでは、シモツケソウ、ミヤマダイコンソウ、タカネマツムシソウ、ミヤマムラサキなどが見られる。八方アルペンラインのリフト下部では、クガイソウ、ヤマブキショウマ、ハクサンタイゲキ、コバイケイソウ、タテヤマウツボグサ、クモマニガナなどが見られる。黒菱平の鎌池湿地では、ニッコウキスゲ、ショウジョウバカマ、キンコウカ、マイヅルソウ、イワイチョウ、コイワカガミ、チングルマ、クロマメノキ、コメツツジ、イワナシ、サワラン、ワタスゲなどが見られる。
八方尾根の北尾根高原には八方牧場があり、牧草地として利用されている。

### 動物相

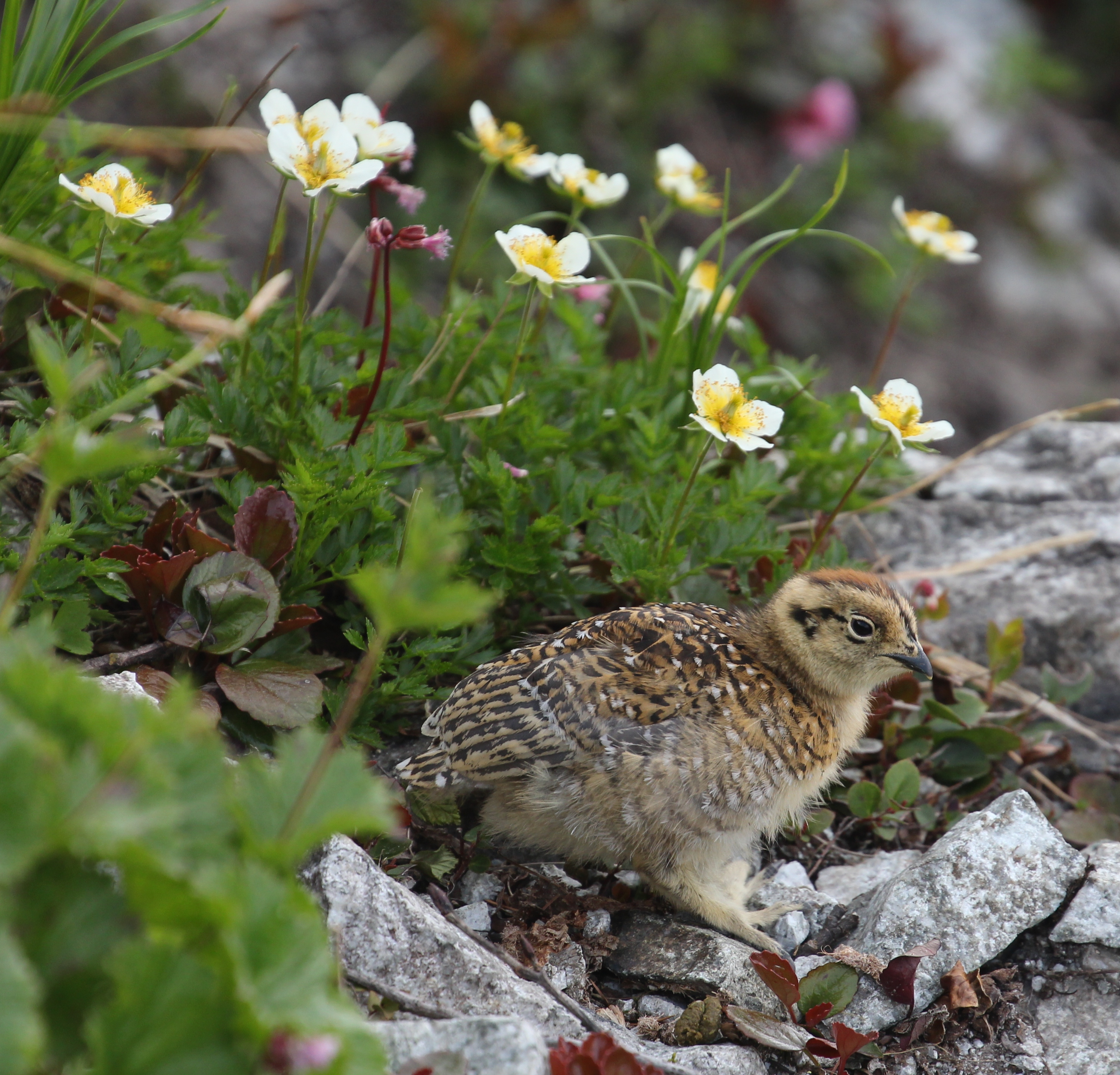
唐松岳上部のハイマツ帯に生息するライチョウの雛と高山植物のチングルマ

周辺山域の上部の高山帯には、国の特別天然記念物のライチョウ やニホンカモシカが生息する。八方尾根の八方池から黒菱平にかけて、ウグイス、ウソ、ノジコ、ビンズイ、ホトトギス、ホシガラス、クロツグミ、コマドリ、カヤクグリ、ルリビタキなど、黒菱平から山麓にかけてヤブサメ、センダイムシクイ、ツツドリ、キビタキ、オオルリ、シメなどの鳥類が見られる。八方池にはクロサンショウウオが生息している。八方尾根では、イチモンジセセリ、ギフチョウ、キアゲハ、モンキチョウ、ゴマシジミ、アサギマダラ、コヒョウモンモドキ、コヒョウモン、エルタテハ、ベニヒカゲ、クモマベニヒカゲ、クロヒカゲ、ミヤマシジミ、ヒメシジミなどの蝶類が見られる。八方池ではルリボシヤンマ、黒菱平周辺では、オオイトトンボ、カオジロトンボなどのトンボが見られる。

### 自然保護
八方尾根は山岳スキー場として知られていて、日本でも屈指の白馬八方尾根スキー場があり、高山植物の宝庫として知られていて、1964年（昭和39年）8月20日に「八方尾根高山植物帯」（所在地：北安曇郡白馬村北城西山4487-1）が長野県により天然記念物の指定を受けた。登山道沿いでは訪問者による土地の荒廃が見られ、八方尾根自然環境保全協議会などにより、植生が踏み荒らされないにするためのパトロール活動やマットを敷いて裸地化した場所の植生回復の作業が行われている。植物観察のための自然研究路が開設されている。

## 人間とのかかわり

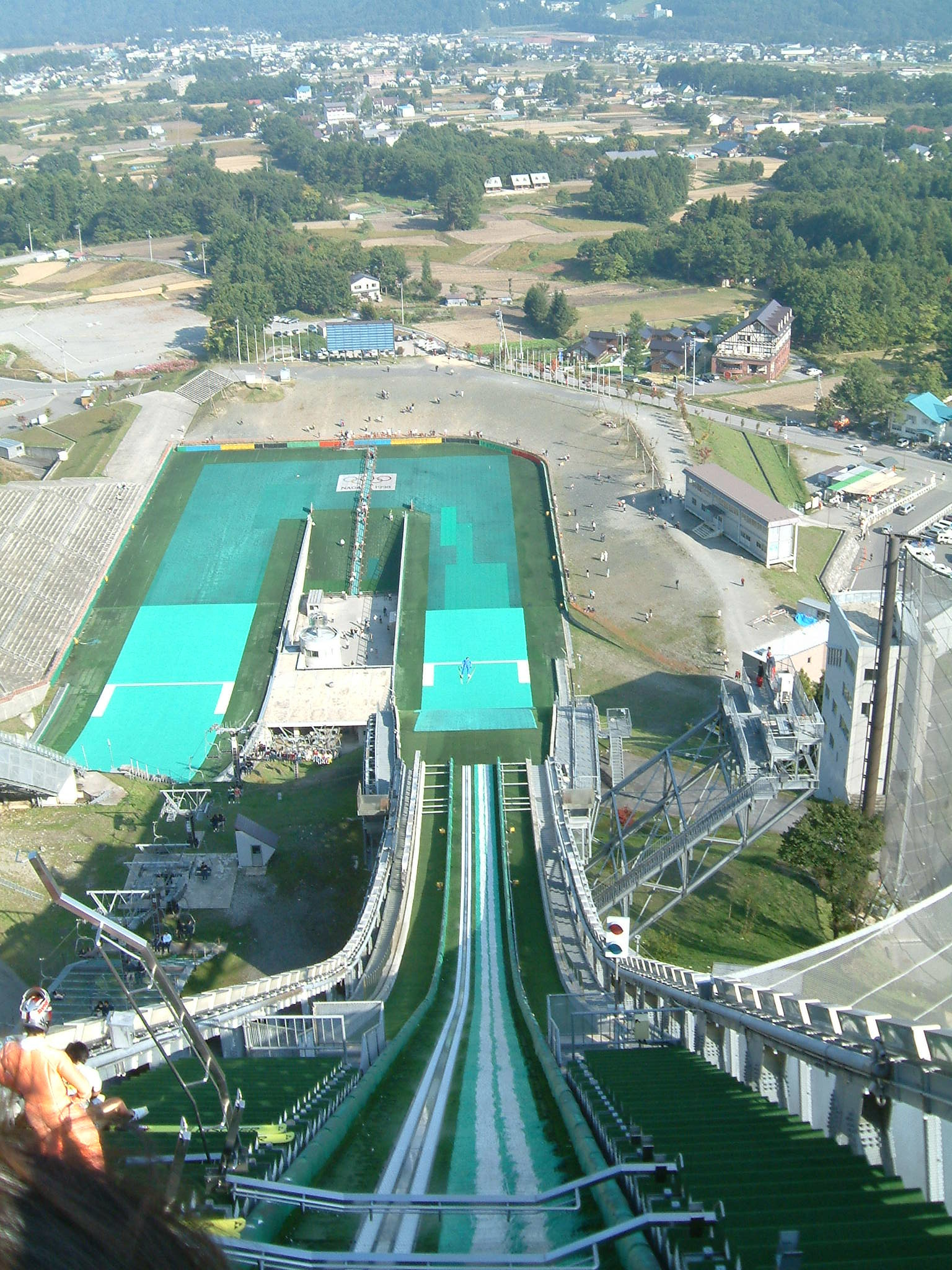
1998年に開催された長野オリンピックで会場となった八方尾根下部にある白馬ジャンプ競技場

江戸時代に周辺の餓鬼山や五竜岳の東谷山に、猟師がニホンカモシカ猟に足を踏み入れた話が残されている。
1904年（明治37年）に唐松岳山頂に二等三角点が選定された。
大黒銅山
1906年（明治39年）、白馬山麓の探鉱師である中村兼松が、唐松岳の南側に隣接する大黒岳の西面の富山県側で、良質な銅鉱脈を発見した。1907年（明治40年）には、銅鉱石を採掘する大黒銅山（大黒鉱山）が操業した。
当時は、採掘した鉱石をその場で精錬し、これを牛に背負わせて運んだ。この輸送路は、西麓から唐松岳を越え、八方尾根を伝って白馬村へ降りるものであり、現在の登山道のもとになったものである。下ノ樺にはその時に中継地として使用された石室跡がある。
ところが1915年（大正4年）、山中で冬を越していた労働者のあいだで奇病が流行、4名の死者を出した。1918年（大正7年）に鉱脈が切れて、銅山は閉山となった。現在も鉱山跡には鉱石を精錬した際の鉱滓がみられる。
八方尾根とスキー
大正時代にスキーが普及するにつれて、入山者が増えた。1958年（昭和33年）に八方尾根に空中ケーブルが架けられてからは、山スキーでも賑わうようになった。1989年（平成元年）度には、八方尾根スキー場は約130万人のスキーヤーで賑わっていた。
1998年（平成10年）に開催された長野オリンピックで、アルペンスキー（滑降）、アルペンスキー（スーパー大回転）とアルペンスキー複合の競技が白馬八方尾根スキー場で、ノルディックスキー（ジャンプ）とノルディック複合（ジャンプ）の競技が白馬ジャンプ競技場で開催された。ふるさと納税（ふるさと白馬村を応援する寄付）の返礼品の一つに、八方アルペンラインのグリーンシーズン券（白馬観光開発株式会社が提供）が選定された。

## 登山

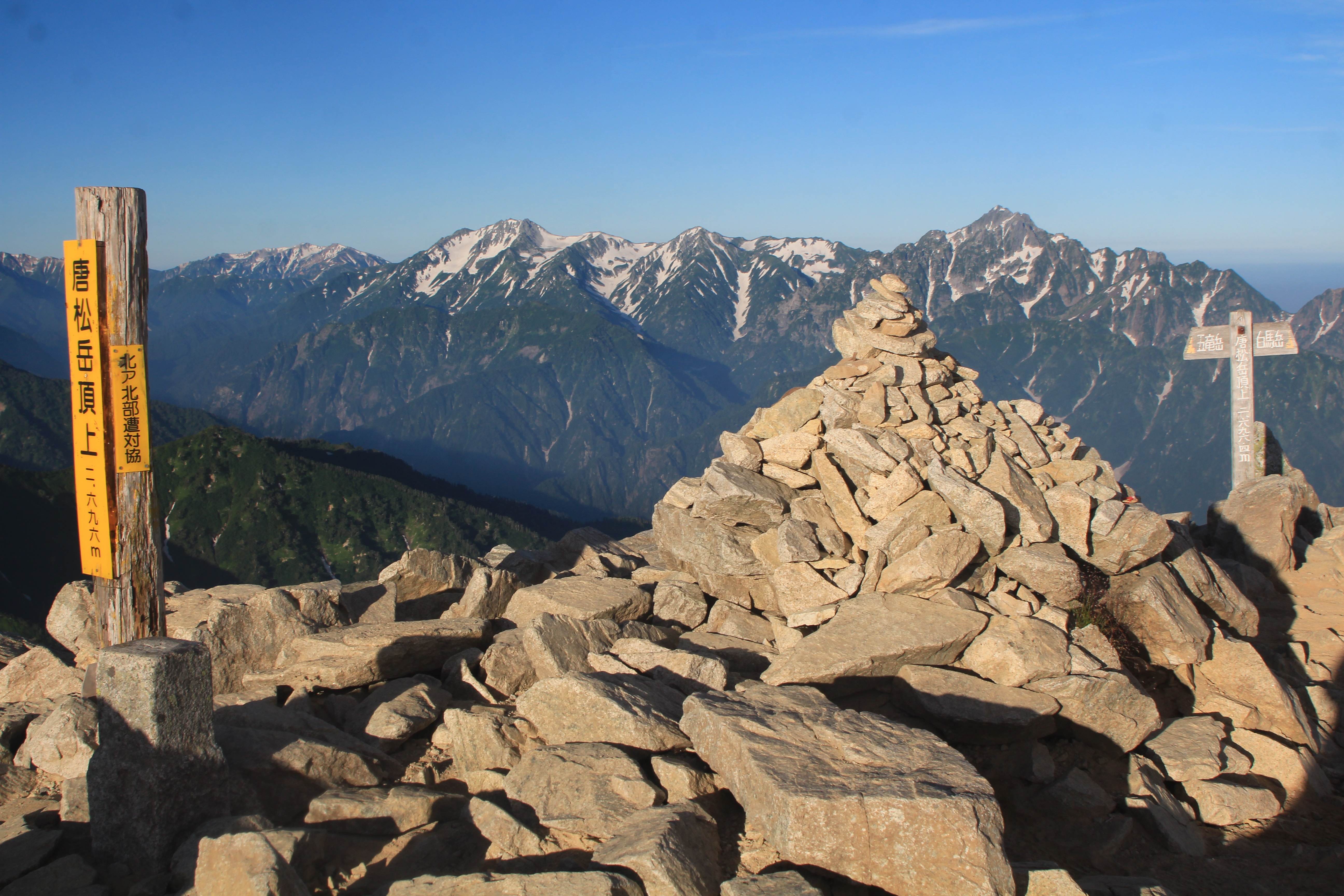
唐松岳の山頂、二等三角点が設置されている

2015年（平成27年）12月17日に「長野県登山安全条例」が施行され、唐松岳はその対象となる山に指定され、2016年（平成28年）7月1日から登山計画書の届出が必要となった。八方アルペンラインのグラートクワッドリフトの終点駅から八方池までの登山道には、多くの観光客も訪問する。八方アルペンラインは朝は8時からだが夏の最盛期には早朝5時半（2012現在）から営業する。もっとも楽なアプローチといえど高山であるので十分な装備のないまま安易に登ると事故の可能性はある。八方尾根から雪山登山が行われることがあるが、尾根が広いためケルンがあっても視界が悪いとルートが分かりにくくなる。
学校集団登山 - 7月中旬から8月上旬までは長野県内の中学校が授業の一環として行う「学校集団登山」と相まって、八方尾根は大変な賑わいを見せる。

### 登山道

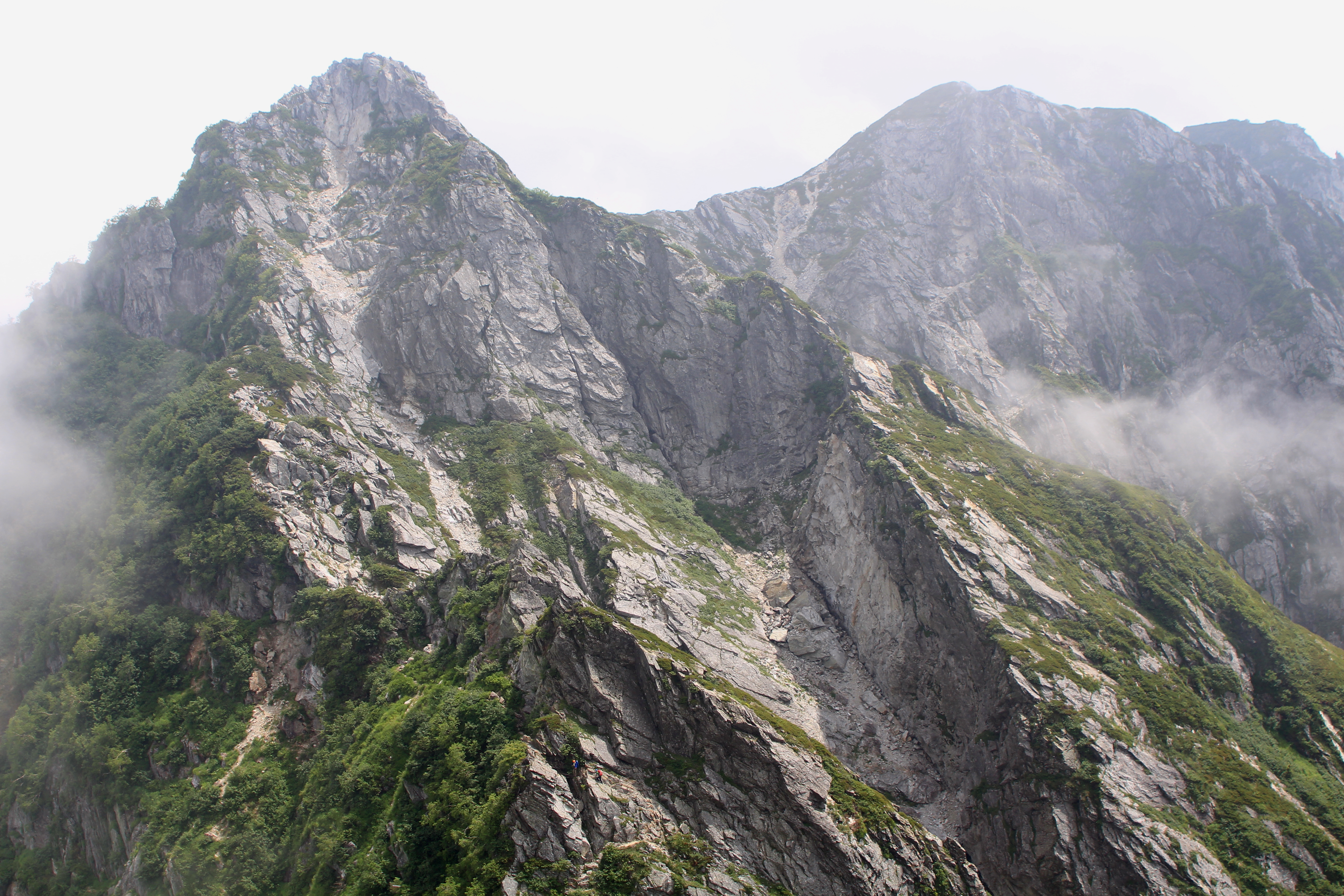
難路とされている不帰嶮のⅠ峰からⅡ峰北峰に向かう険しい岩稜部

各方面から以下の登山道が開設されている。後立山連峰縦走時に登頂されることがある。西側の黒部峡谷と祖母谷温泉からのルートは難路であったが、1986年に大黒鉱山跡まで尾根上をたどる新道に切り替えられた。代表的な八方池山荘からの八方尾根のルート（無雪期・天候良好時）は初級コースとされていて、長野県山岳総合センターによる「信州 山のグレーディング」で、技術的難易度が「ランクB/(A-E)」（低い-中程度）、体力度が「3/1-10」（中程度、1泊以上が適当）とされている。山頂を経由して南の五竜岳方面、白馬鑓ヶ岳方面の縦走路もあるが、いずれも岩場や鎖場が多く八方尾根よりは難易度が高い。特に白馬鑓ヶ岳に至る縦走路は不帰嶮と呼ばれるキレットを通過する難コースで、要所には鎖や梯子が設置されている。この難所は白馬岳から向かうと登ることになるので、白馬岳から唐松岳へ向かうルートが人気となっている。

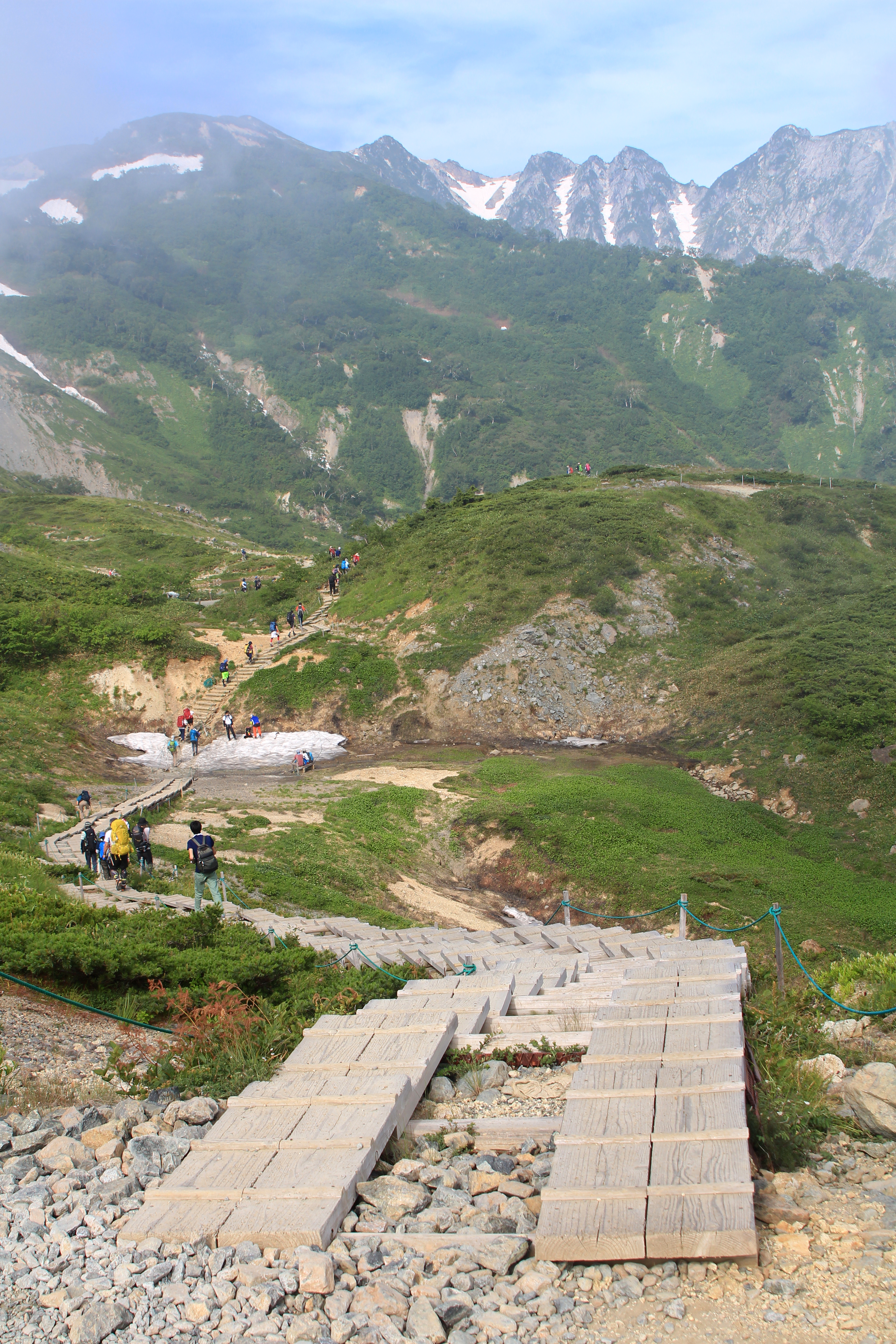
八方池周辺の木道

JR白馬駅 - 八方尾根からのルート
八方アルペンライン（八方ゴンドラリフト「アダム」八方駅-兎平駅、アルペンクワッドリフト、グラートクワッドリフト） - 八方池山荘 - 八方ケルン（八方山） - 第2ケルン - 第3ケルン - 八方池 - 下ノ棒 - 上ノ棒 - 扇雪渓 - 丸山ケルン（丸山） - 牛首岳（唐松岳頂上山荘） - 唐松岳。
八方池山荘から第2ケルンへは、木道がある巻き道となる 湿原コースと稜線コースに分かれる。八方アルペンラインのグラートクワッドリフトの区間（黒菱平-八方池山荘）には、北側に並行するような遊歩道がある。八方池では、水面に映る白馬三山と不帰ノ嶮の景観が見られる。八方池山荘へは八方アルペンラインの他に北尾根高原からスカイライン（北尾根クワッドリフト、黒菱第3ペアリフトとグラートクワッドリフト）で行くこともできる。
欅平駅(黒部峡谷鉄道)からのルート
欅平駅 - 名剣温泉 - 祖母谷温泉 - 餓鬼山 - 大黒鉱山跡 - 牛首岳（唐松岳頂上山荘） - 唐松岳
後立山連峰縦走
北側の主稜線からのルート
白馬岳・鑓ヶ岳方面より - 天狗山荘 - 天狗ノ頭 - 天狗ノ大下り - 不帰キレット - 不帰嶮Ⅰ峰 - Ⅱ峰北峰 - Ⅱ峰南峰 - Ⅲ峰 - 唐松岳
南側の主稜線からのルート
針ノ木岳・五竜岳方面より - 五竜山荘 - 白岳 - 大黒岳 - 牛首岳（唐松岳頂上山荘） - 唐松岳

### 周辺の山小屋
周辺の主な山小屋をとキャンプ指定地を以下に示す。西山麓の黒部峡谷にある山小屋祖母谷温泉があり、江戸時代には既に知られていた温泉で湯浴み客が訪れていた。河原には露天風呂があり、立ち寄り湯として利用できる。リフト終点にある村営八方池山荘のみが通年営業されていて、風呂がある。村営八方池山荘は小学校や中学校の集団登山などの宿泊にも利用されている。
- 唐松岳頂上山荘のテント場は、完全予約制である[63]。
  - 白馬岳方面で唐松岳頂上山荘の次のテント指定地は村営天狗山荘である。その先は、村営白馬岳頂上宿舎および白馬山荘である。
  - 針ノ木岳方面で唐松岳頂上山荘の次のテント指定地は五竜山荘である。

| 名称             | 所在地                 | 唐松岳からの 方角と距離(km) | 標高 (m) | 収容 人数 | キャンプ 指定地 | 備考                |
| ---------------- | ---------------------- | --------------------------- | -------- | --------- | --------------- | ------------------- |
| 山小屋祖母谷温泉 | 祖母谷と祖父谷の出合   | 西 6.8                      | 780      | 40        | テント30張      | 1967年建造          |
| 村営八方池山荘   | 八方尾根第1ケルン上    | 東北東 4.1                  | 1,850    | 70        |                 | 1964年5月建設       |
| 村営天狗山荘     | 天狗ノ頭の北、天狗池畔 | 北 3.7                      | 2,730    | 88        | テント50張      | 1958年建造          |
| 唐松岳           |                        | 0                           | 2,695.9  |           |                 |                     |
| 唐松岳頂上山荘   | 牛首岳の肩西           | 東南東 0.4                  | 2,620    | 350       | テント30張      | 1932年開業          |
| 五竜山荘         | 白岳の肩南             | 南 2.6                      | 2,780    | 300       | テント30張      | 1951年建造          |
| 餓鬼山避難小屋   | 餓鬼山の西中腹         | 西 4.5                      | 1,840    | 15        |                 | 1986年建造 冬期閉鎖 |

### 唐松岳頂上山荘

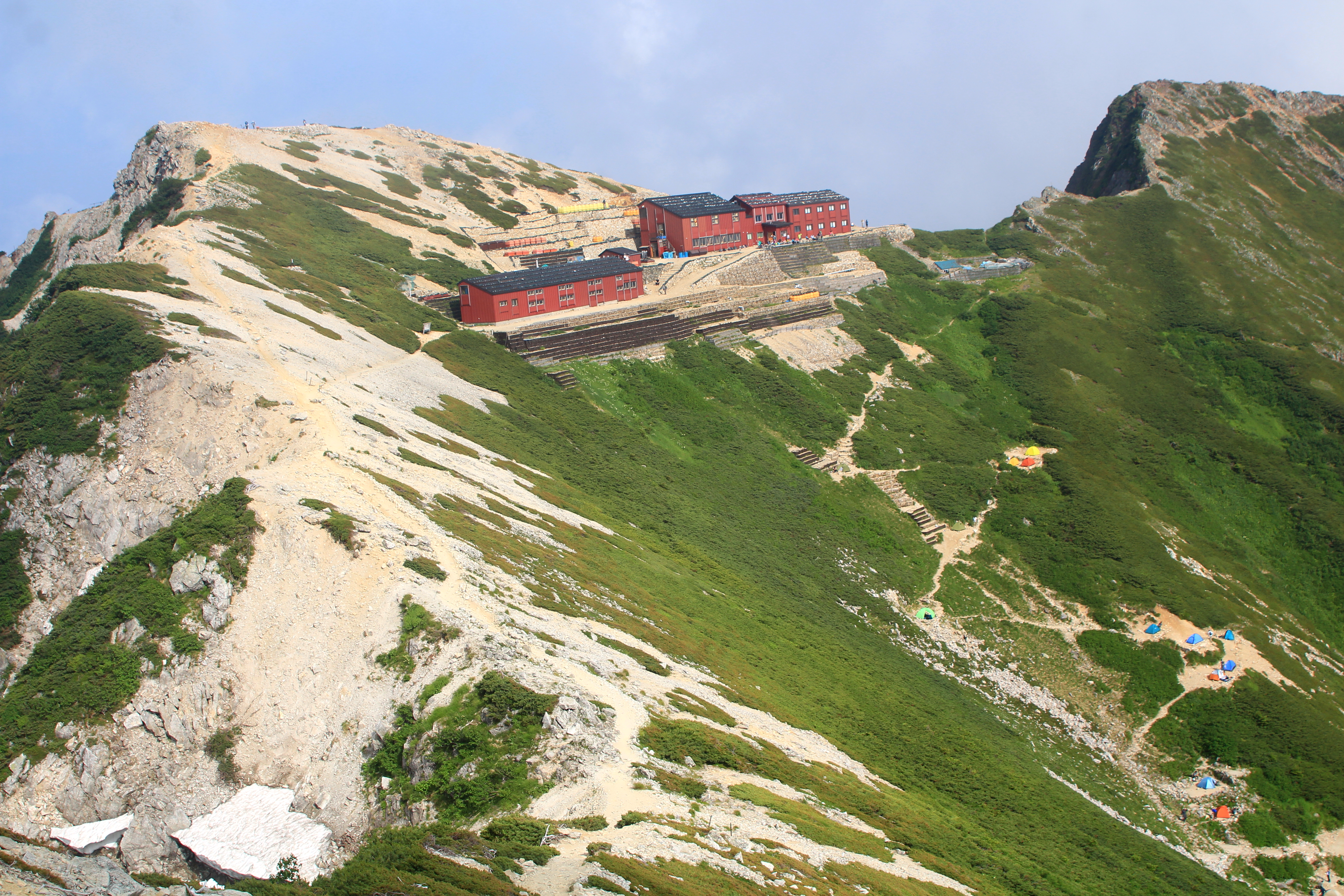
唐松岳の山頂方面から望む牛首山の山頂直下にある唐松岳頂上山荘、下部のハイマツ帯の斜面にはキャンプ指定地があり、欅平方面への登山道への分岐点となっている。

- 概要

唐松岳頂上山荘（からまつだけちょうじょうさんそう）は、唐松岳南東肩の標高2,620 m地点にある山小屋。後立山連峰縦走時の白馬岳と鹿島槍ヶ岳への中継基地として重要な拠点とされている。収容人数は350人で、営業期間は4月末-10月中旬（2015年の営業期間）。 西側にキャンプ指定地が併設されていて、水場はない。 山小屋では天水とポンプで汲み上げられた1,200 m離れた雪渓の融雪水が併用されている。
日本郵便では、この山小屋を「長野県北安曇郡白馬村北城字唐松小屋」として交通困難地・速達取扱地域外に指定している。
- 歴史

1906年に白馬山荘（前進である頂上小屋）を開業した白馬館の初代経営者松沢貞逸から事業を引き継いだ二代目の下川富男が、現在の唐松岳頂上山荘となる「唐松小屋」を1932年（昭和7年）7月1日に開業した。日本電力の石室小屋を建設作業宿舎として使用し、建設資材は現地で払い下げを受け、6間に3間半の総2階建てで半割りの丸太外壁の山小屋であった。この後20坪程増設し、収容力が増強された。太平洋戦争の状況が悪化する中、下川は召集を受け華北へ出征し、1945年（昭和20年）6月に戦死した。戦争中一時閉鎖を余儀なくされた唐松小屋は雪害などにより荒廃した。
松沢庄左エ門が小屋番となり営業を行ったが、1950年（昭和25年）頃までは登山者はまだ少なかった。1954年（昭和29年）に経営を引き継いだ妻の安喜が小屋を改築した。1955年（昭和30年）7月半ばには、連日の晴天で歩荷で担ぎあげていた雪渓の融雪水が涸れたために、八方池からゴム袋に水を入れて運ぶ非常事態が発生した。1957年（昭和32年）に雪渓の融雪水を小屋までポンプで汲み上げられるようになった。
1958年（昭和33年）に八方ケーブルが開通したことを契機に、山岳ホテル的な山小屋を目指し、一時従業員のスタイルに制服と蝶ネクタイを採用していたことがあった。1960年（昭和35年）に歩荷で資材を上げて本館が再建され、唐松岳頂上山荘に改名された。1963年（昭和38年）に北アルプスで初めてヘリコプターによる資材運搬が行われ、1963年（昭和37年）に食堂を併設する新館が唐松岳側に増築された。
1974年（昭和59年）に冬期小屋として使用されていた旧館を取り壊し、鉄骨2階建の南館がオープンした。1992年当時、京都大学医学部唐松診療所の夏山診療所が開設されていた。

### 八方尾根のケルン

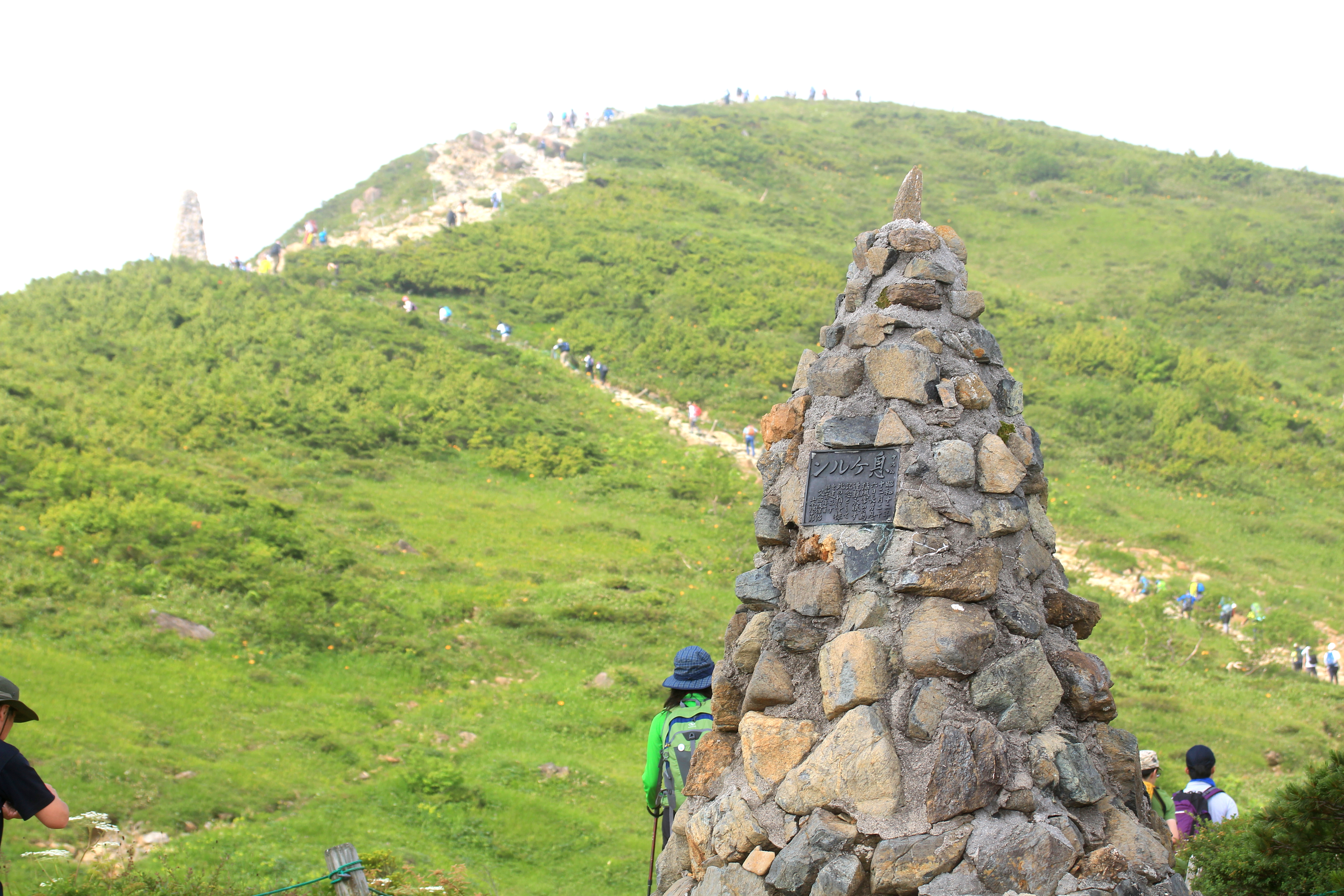
八方尾根の標高2,005 m地点にある第2ケルン（息ケルン）、遭難者の霊を慰めるために建立され、登山者の目印となっている。

夏には霧が発生し、冬には吹雪となるこが多い八方尾根では、主に遭難者の遺族や仲間たちが犠牲者の霊を慰め、登山者の目印として高さ3-5 mの6個のケルンが設置されている。最初1937年（昭和12年）10月に、八方尾根で毎年のようにスキーを楽しんでいた寺田健一・松江夫妻が銀婚式の記念に、第3ケルン（標高2,080 m、八方池付近）が建立。1938年（昭和13年）7月に、1937年（昭和12年）12月26日 に吹雪でルートを見失って遭難死した大阪の西阪息（やすむ）の父親らが、第1ケルン（標高1,830 m）と第2ケルン（標高2,005 m、別名：息ケルン）を建立。牧師だった父親は、第2ケルンの銘板に「我道也真理也」と聖書の言葉を刻んでいる。1962年（昭和37年）に国鉄大宮工場山岳部（前年に遭難）が丸山ケルン（標高2,360 m）を建立した。1963年（昭和38年）に東京都立石神井高等学校山岳部が創立10周辺記念に、石神井ケルン（標高1,974 m）を建立した。1984年（昭和59年）に、1980年（昭和55年）12月に吹雪で道に迷った生徒5人と引率教諭1人が凍死した神奈川県の逗子開成高校が八方ケルンを建立した。

### 山岳ガイドの死亡事故他
- 2005年3月15日午前8時ごろ 北アルプス唐松岳（2696メートル）頂上付近で、日本プロガイド協会所属の登攀ガイド（53）が、早朝に死亡。登山経験が初心者3人高齢者（平均年齢64）のパーティーを連れて日帰り登山。天候悪化の中、ルートを1人で探し回ったり、雪洞を掘ったりしていた。
- 2023年7月24日 北安曇郡内の登山ガイドの男性（72）倒れる。男性はパーティーを引率し日帰りの予定で唐松岳に入った、[73]
- 2023年7月20日 北アルプス天狗ノ頭で神奈川県三浦市の男性（71）が遭難救助。疲労のため身動きが取れなくなり救助を求めた[74]。
- 2023年7月20日 北アルプス爺ケ岳で女性（68）がめまいなどを訴え救助。脱水症状[75]
- 2023年7月25日 南アルプス千枚岳登山道で香川県丸亀市の男性(72)救助。弾丸登山（4人パーティー）[76]

## 観光

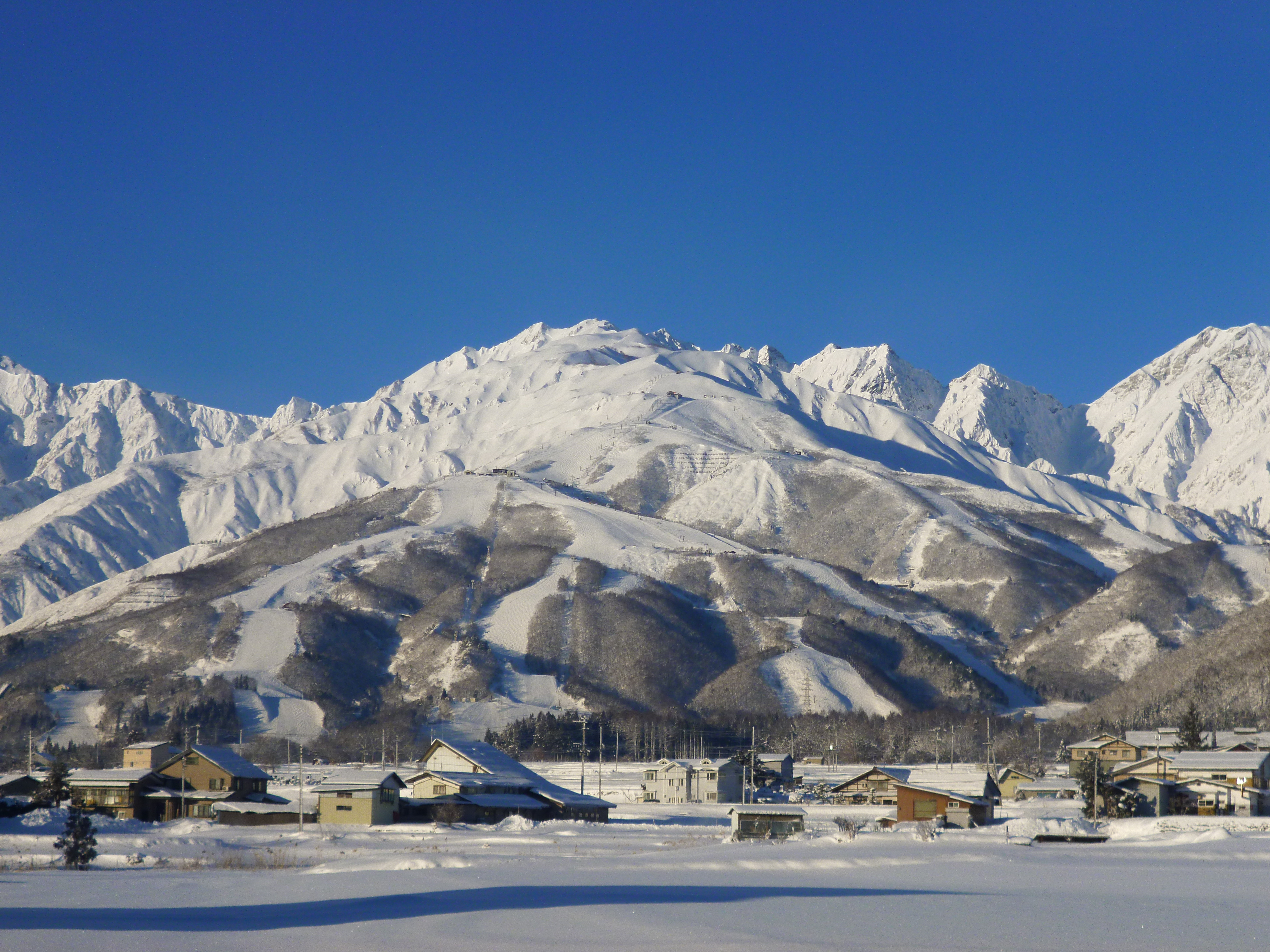
東山麓から望む白馬八方尾根スキー場と上部に唐松岳の山頂部

東山腹には白馬八方尾根スキー場と白馬ジャンプ競技場があり、長野オリンピックの会場として利用された。東斜面の八方尾根には八方ゴンドラリフト「アダム」、アルペンクワッドリフト、グラートクワッドリフトの3つからなる八方アルペンライン（総延は3,445 m、標高差1,060 m、中継駅が兎平と黒菱平）があり、八方池周辺のハイキングや唐松岳方面の登山に利用されている。東山麓にはホテル、ペンションや別荘が多数あり、避暑地やスキー場の宿泊施設として利用されている。1989年頃には、白馬八方尾根スキー場の麓には、スキー客18,700人を収容する372軒の宿泊施設が密集し、10を超えるタレントショップがあった。2012年から2016年までの八方尾根スキー場の月別の利用者数は下表であった。
|        | 1月     | 2月     | 3月    | 4月    | 5月    | 11月  | 12月   |
| ------ | ------- | ------- | ------ | ------ | ------ | ----- | ------ |
| 2012年 |         |         |        |        |        | 2,842 | 59,439 |
| 2013年 | 121,265 | 114,784 | 83,798 | 20,021 | 8,500  | 3,993 | 71,737 |
| 2014年 | 128,805 | 101,584 | 95,089 | 22,939 | 8,123  |       | 66,471 |
| 2015年 | 123,366 | 115,323 | 88,083 | 19,955 | 14,705 | 801   | 58,154 |
| 2016年 | 104,169 | 119,798 |        |        |        |       |        |

## 交通・アクセス

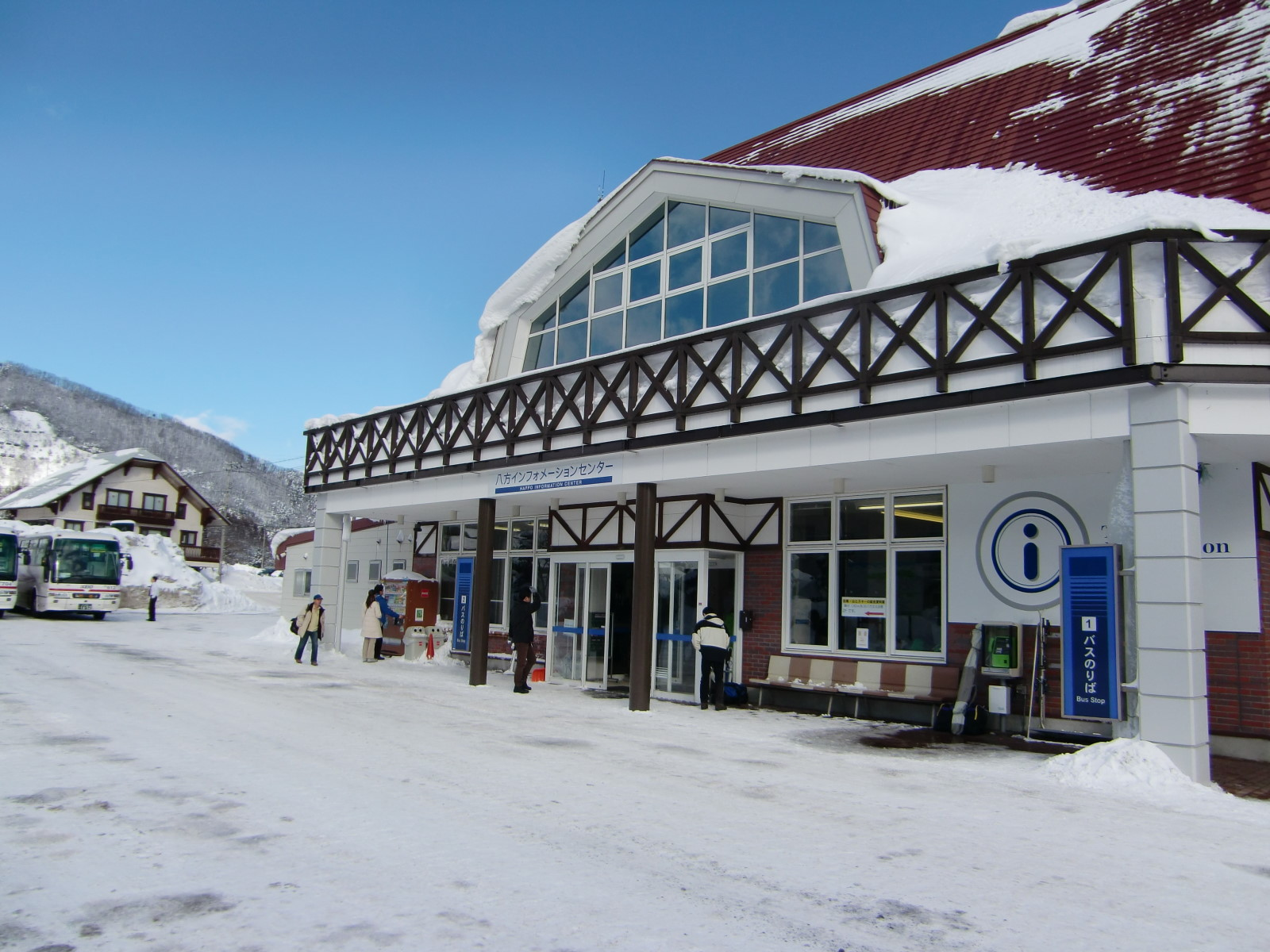
八方尾根の東山麓にある白馬八方バスターミナル

東山麓に国道148号と長野県道322号白馬岳線が通る。東山麓には長野県道33号白馬美麻線が通じ、1998年（平成10年）2月7日に開催された長野オリンピック時に、長野会場や選手村と白馬会場を結ぶ動脈としてする路線として活用された。長野県道31号長野大町線と併せてオリンピック道路と呼ばれている。
- 東日本旅客鉄道（JR東日本）大糸線白馬駅の西10 kmに位置する[5]。白馬駅の西1.7 kmに白馬八方バスターミナルがあり、アルピコ交通による新宿駅、東京駅、京都駅・大阪駅、成田空港からの高速バス、長野駅東口、松本駅からの特急バス路線が開設されている[80]。
- 黒部峡谷鉄道本線の終着駅である欅平駅の東9 kmに位置する[1]。
- 長野自動車道安曇野インターチェンジの北北西46 kmに位置する[1]。
- 八方アルペンラインのグラートクワッドリフトの終点駅（標高1,830 m）[77] の西南西4 kmに位置する[1]。

## 長野オリンピック
1998年（平成10年）に行われた長野オリンピックでは、東側の「八方尾根」はアルペンスキー競技の会場、ふもとの長野県北安曇郡白馬村はスキージャンプ競技会場である。長野五輪で使用された施設は、少なからずの不法滞在を含む外国人が施設や道路造りをしたとされる。しかし、オリンピック終了とともに、多くが入管法違反（不法残留・入国など）で摘発されたと地元紙の信濃毎日新聞は報じていた。